# Рембрандт
Ре́мбрандт Ха́рменс ван Рейн (нидерл. Rembrandt Harmenszoon van Rijn, нидерландский: [ˈrɛmbrɑnt ˈɦɑrmə(n)soːn vɑn ˈrɛin] (слушать)о файле; 15 июля 1606 — 4 октября 1669) — голландский художник «Золотого века Нидерландов»: живописец, рисовальщик и гравёр в технике офорта, великий мастер светотени, крупнейший представитель золотого века голландской живописи. Единственный из голландских художников, которого по причине особой значимости стали называть не по фамилии или полному имени, а просто Рембрандт.
Он сумел воплотить в своих произведениях весь спектр человеческих переживаний с такой эмоциональной насыщенностью, которой до него не знало изобразительное искусство. Работы Рембрандта, чрезвычайно разнообразные по жанровой принадлежности, открывают зрителю вневременной духовный мир человеческих переживаний и чувств.

## Биография

### Годы ученичества
Рембрандт Харменсзон («сын Хармена») ван Рейн родился 15 июля 1606 года (по некоторым данным, в 1607) в многодетной семье состоятельного владельца мельницы Хармена Герритсзона ван Рейна в Лейдене. Отец художника принадлежал к Голландской реформатской церкви. Мать была католичкой. Сам Рембрандт был, скорее всего, протестантом и всех своих детей крестил в протестантских церквях.

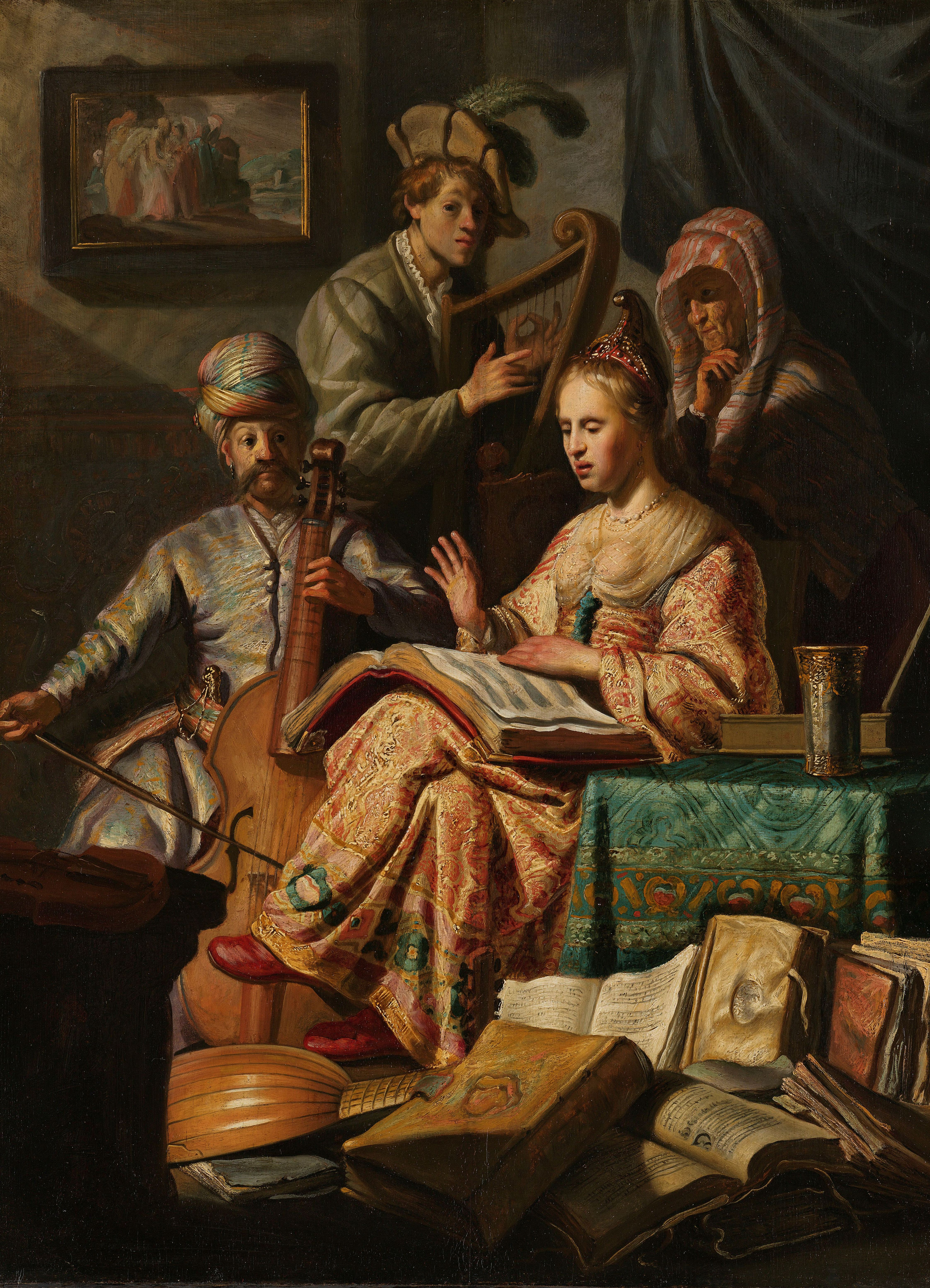
Рембрандт. Аллегория музыки. 1626. Дерево, масло. Музей Лакенхаль, Лейден. Пример влияния на юного Рембрандта П. Ластмана

В Лейдене Рембрандт посещал латинскую школу при Лейденском университете, но наибольший интерес проявлял к живописи. В тринадцать лет его отдали учиться изобразительному искусству к лейденскому историческому живописцу Якобу ван Сваненбургу. Исследователям не удалось найти работы Рембрандта относящиеся к этому периоду, поэтому вопрос о влиянии Сваненбурга на становление творческой манеры Рембрандта остаётся открытым.

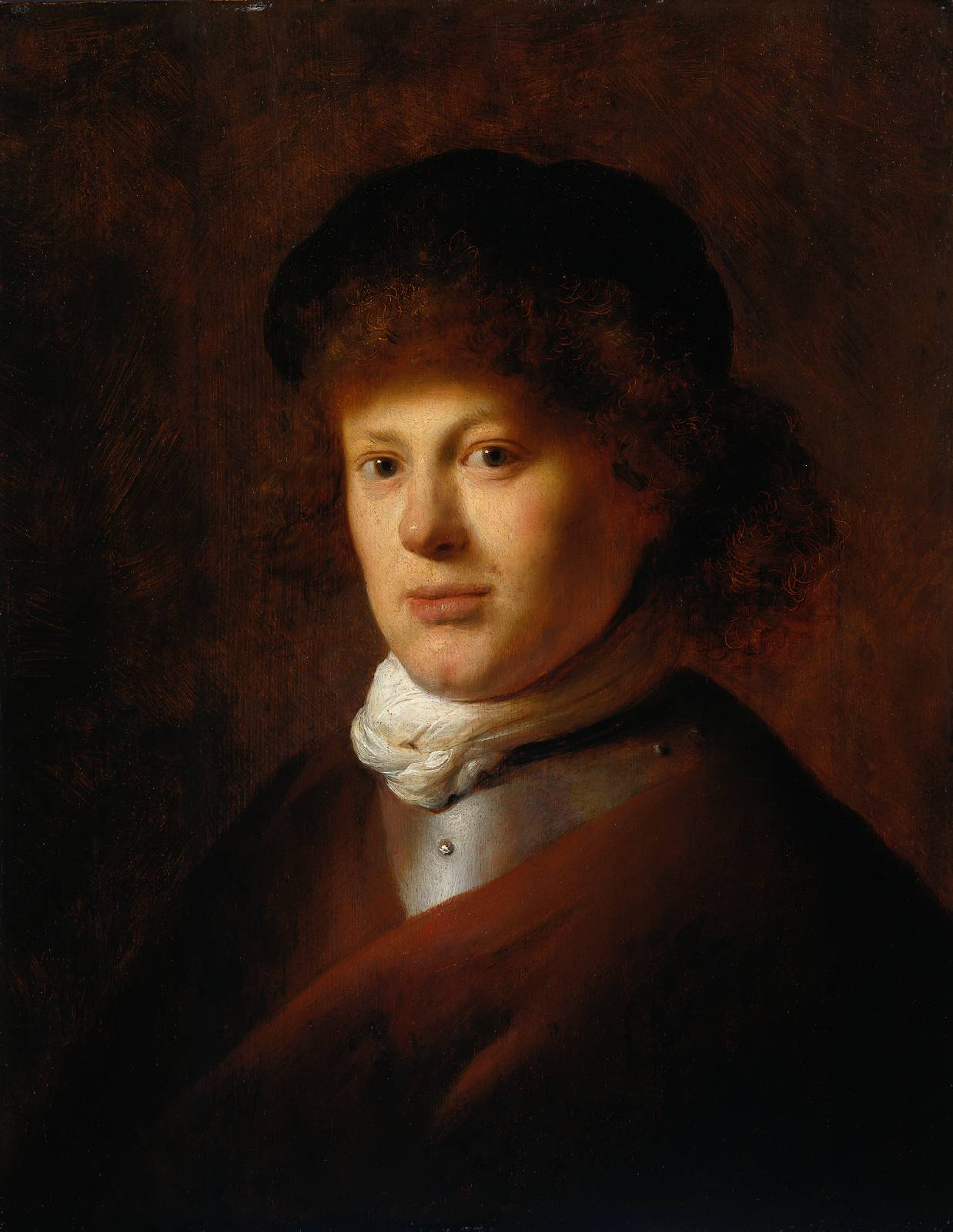
Ян Ливенс. Портрет Рембрандта. 1628. Рейксмюсеум, Амстердам

С 1623 года Рембрандт учился в Амстердаме у Питера Ластмана, прошедшего обучение в Италии и специализировавшегося на исторических, мифологических и библейских сюжетах. Вернувшись в 1627 году в Лейден, Рембрандт вместе с Яном Ливенсом открыл собственную мастерскую и начал набирать учеников. За несколько лет он приобрёл широкую известность.

### Влияние Питера Ластмана и утрехтских караваджистов
«Пестрота и детальность выполнения» в картинах Питера Ластмана оказали влияние на молодого Рембрандта. Это влияние явственно в его первых сохранившихся произведениях — «Избиение святого Стефана» (1625), «Сцена из древней истории» (1626) и «Крещение евнуха» (1626). В сравнении с его зрелыми работами они необычайно красочны, художник стремится тщательно выписать каждую деталь материального мира, как можно достовернее передать экзотическую обстановку библейской истории. Почти все герои предстают перед зрителем наряженными в причудливые восточные наряды, блистают драгоценностями, что создаёт атмосферу мажорности, парадности, праздничности («Аллегория музыки», 1626; «Давид перед Саулом», 1627).

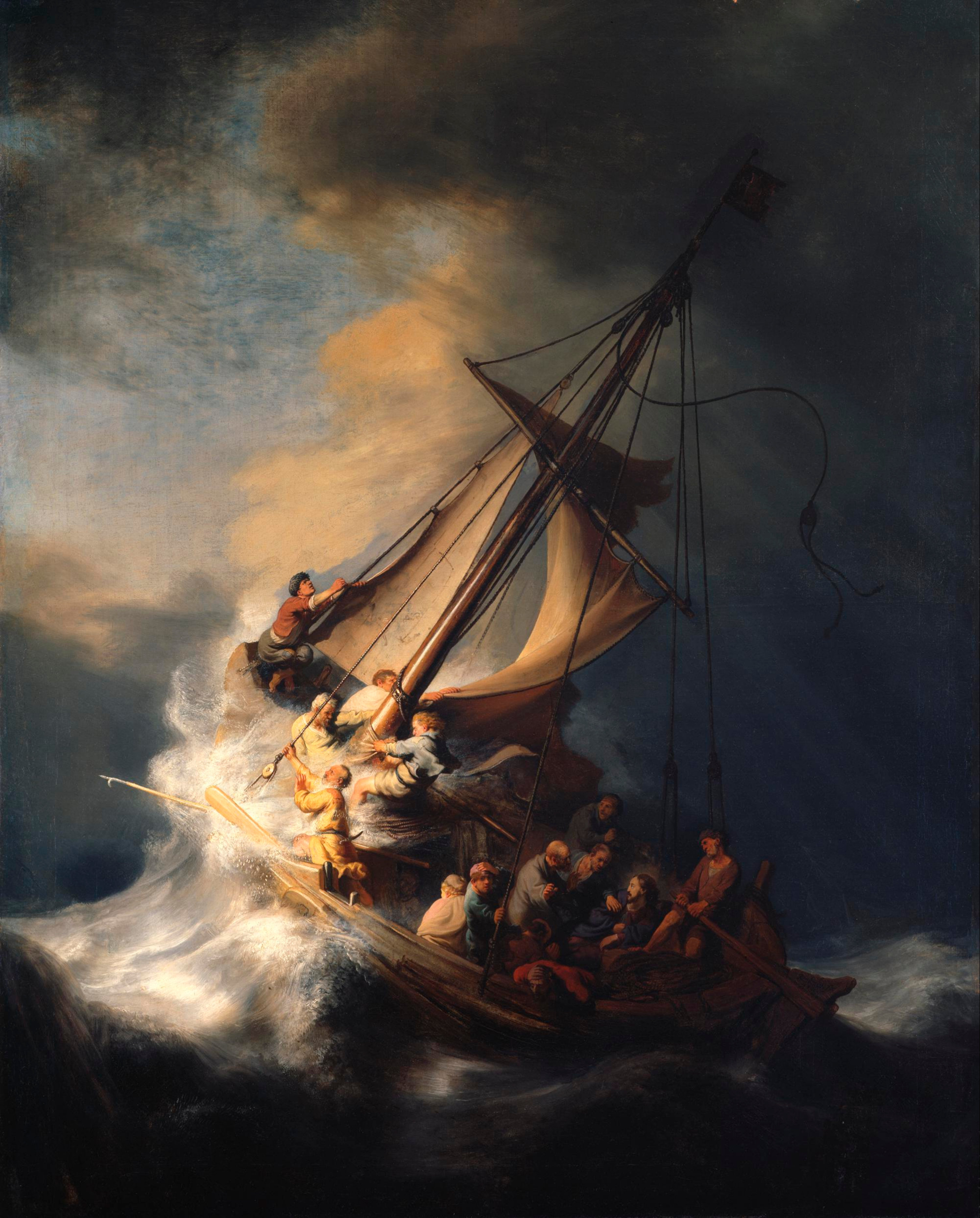
Христос во время шторма на море Галилейском. 1633. Единственный морской пейзаж Рембрандта был выкраден в 1990 году из музея Изабеллы Гарднер и до настоящего времени находится в розыске

Итоговые произведения периода — «Товит и Анна», «Валаам и ослица» — отражают не только богатую фантазию художника, но и его стремление как можно выразительнее передать драматичные переживания своих героев. Подобно другим мастерам барокко, Рембрандт начинает постигать значение светотени для передачи эмоций своих героев. Его учителями в отношении работы со светом были утрехтские караваджисты, но ещё в большей степени он ориентировался на произведения Адама Эльсхаймера — немецкого живописца, работавшего в Италии. Наиболее караваджистские по выполнению картины Рембрандта — «Притча о неразумном богаче» (1627), «Симеон и Анна в Храме» (1628), «Христос в Эммаусе» (1629).
К этой же группе произведений примыкает картина «Художник в своей мастерской» (1628; возможно, это автопортрет), на котором Рембрандт запечатлел себя в мастерской в момент созерцания собственного творения. Огромный холст, над которым ведётся работа, вынесен на первый план картины; в сравнении с ним сам автор кажется карликом.

### Мастерская в Лейдене
Одним из неразрешённых вопросов творческой биографии Рембрандта является его художественный диалог с Яном Ливенсом. Работая рядом, они не раз брались за один и тот же сюжет, как например, «Самсон и Далила» (1628/1629) или «Воскрешение Лазаря» (1631). Отчасти оба испытали влияние Питера Пауля Рубенса, который слыл тогда лучшим художником всей Европы, иногда Рембрандт заимствовал художественные находки Ливенса, иногда всё было наоборот. По этой причине разграничение работ Рембрандта и Ливенса 1628—1632 годов представляет известные сложности для историков искусства. Среди других известных его работ — «Валаамова ослица» (1626 г.).
В 1629 году художника заметил секретарь принца Оранского Константин Гюйгенс (отец Христиана Гюйгенса) — известный в то время поэт и меценат. В одном из писем того времени Гюйгенс превозносит Ливенса и Рембрандта как многообещающих молодых художников, а полотно Рембрандта «Иуда возвращает тридцать сребреников» он сравнивает с лучшими произведениями Италии и даже античности. Это Гюйгенс помог Рембрандту связаться с богатыми клиентами и заказал ему несколько религиозных картин для принца Оранского.

### Начало формирования собственного стиля

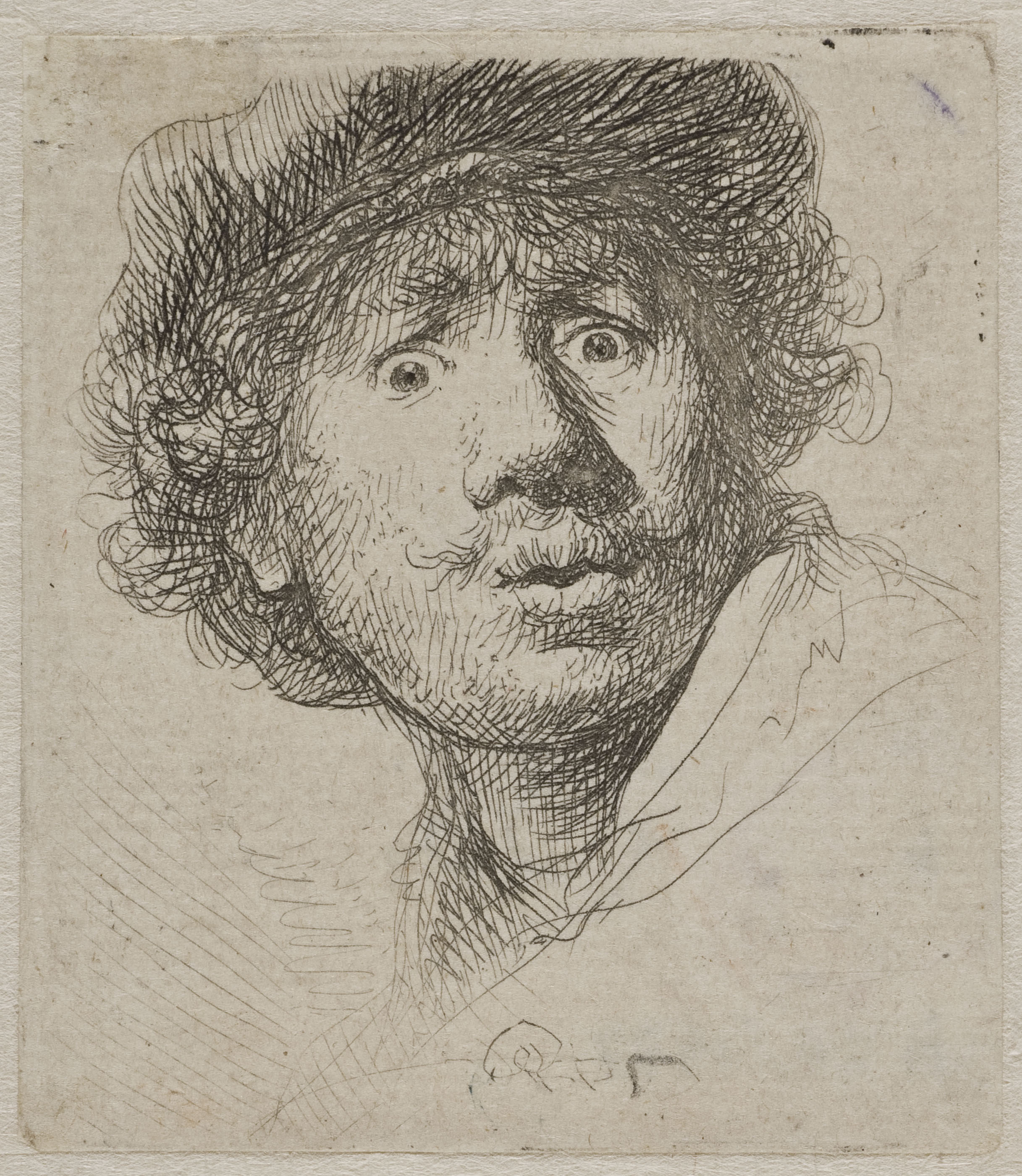
Таким изобразил себя Рембрандт в возрасте 23 лет

В 1631 году Рембрандт переехал в Амстердам, где свойственные эстетике стиля барокко динамичность и патетика его живописных произведений снискали ему состоятельных почитателей, подобно Гюйгенсу увидевших в нём нового Рубенса. Год спустя Ян Ливенс закрыл свою лейденскую мастерскую и уехал в Англию, где попал под влияние Антониса ван Дейка.
Переезд в Амстердам был ознаменован в творческой биографии Рембрандта созданием множества этюдов мужских и женских голов, в которых он стремился показать своеобразие каждой модели, экспериментировал с выражением подвижной мимики лиц. Эти небольшие произведения, впоследствии ошибочно принимавшиеся за изображения отца и матери художника, стали настоящей школой Рембрандта-портретиста. Именно портретная живопись позволяла в то время художнику привлечь заказы состоятельных амстердамских бюргеров и тем самым добиться коммерческого успеха.
В первые амстердамские годы видное место в творчестве Рембрандта занимал жанр автопортрета. Изображая себя в фантастических одеяниях и замысловатых позах, он намечал новые пути развития своего искусства. Иногда пожилые персонажи этюдов, наряженные художником в роскошные восточные костюмы, преображались его воображением в библейских персонажей; таков задумчивый «Иеремия, оплакивающий разрушение Иерусалима» (1630). Для штатгальтера Фридриха-Генриха Оранского он создал парные картины «Воздвижение креста» (1633) и «Снятие с креста» (1632/1633), вдохновлённые гравюрами по грандиозным триптихам Рубенса для Собора Антверпенской Богоматери (1610—1612).

### Успех в Амстердаме

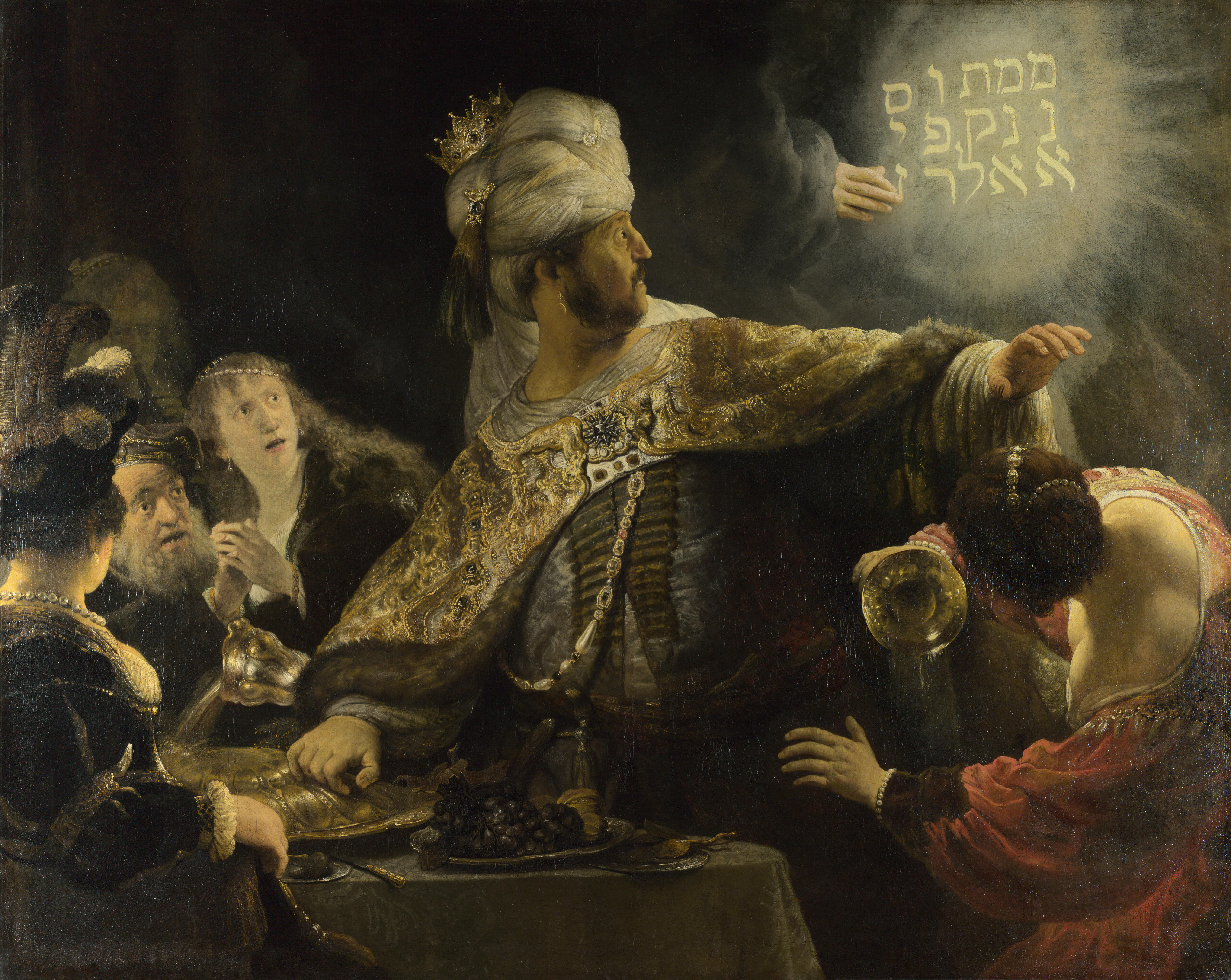
Пир Валтасара. 1635. Национальная галерея, Лондон

Слава о Рембрандте как о незаурядном мастере распространилась по Амстердаму после завершения им группового портрета «Урок анатомии доктора Тульпа» (1632), на котором внимательные хирурги не были выстроены в параллельные ряды обращённых к зрителю голов, как то было принято в портретной живописи того времени, а строго распределены в пирамидальной композиции, позволившей психологически объединить всех действующих лиц в единую группу. Богатство мимики каждого лица и драматическое использование светотени подводит итог под годами экспериментирования, свидетельствуя о наступлении творческой зрелости художника.
Первые годы в Амстердаме были самыми счастливыми в жизни Рембрандта. Состоявшийся в 1634 году брак с Саскией ван Эйленбюрх открывает перед художником двери особняков зажиточных бюргеров, к числу которых принадлежал её отец — бургомистр Леувардена. Заказы сыплются к нему один за другим; не менее полусотни портретов датируются именно первыми годами пребывания Рембрандта в Амстердаме. Особенно благоволили к нему консервативные меннониты. Немало шума наделал его двойной портрет меннонитского проповедника Корнелиса Ансло, который воспел в стихах сам Вондел.

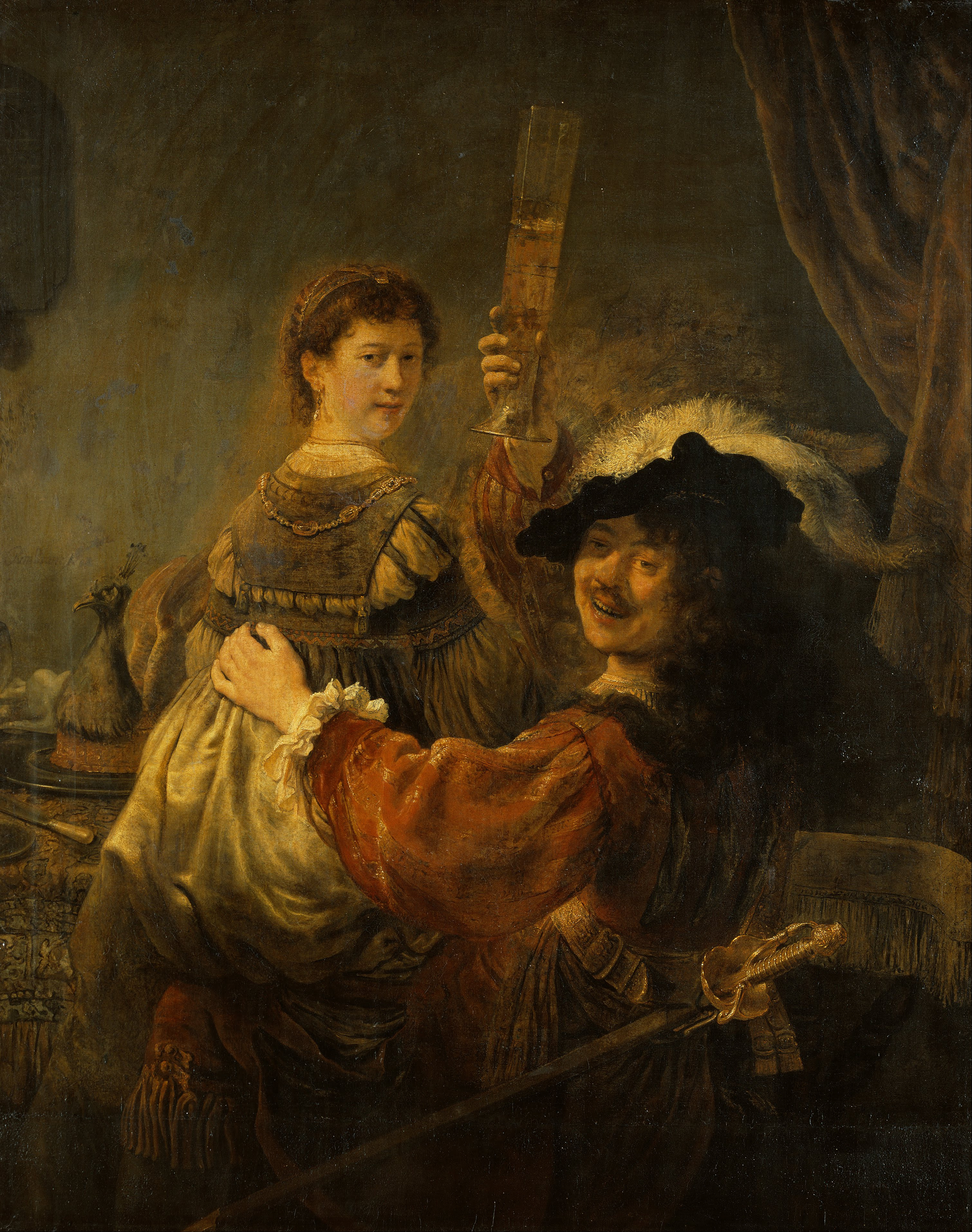
Рембрандт и Саския (Блудный сын в таверне). 1635. Галерея старых мастеров, Дрезден

Материальное благосостояние Рембрандта позволило ему приобрести собственный дом в Амстердаме (см. Дом-музей Рембрандта), который он наполнял скупленными им у антикваров предметами искусства. Это были не только картины итальянских мастеров и гравюры, но также античная скульптура, оружие, музыкальные инструменты. Для изучения великих предшественников ему не было нужды выезжать из Амстердама, ибо в городе тогда можно было увидеть такие шедевры, как тициановский «Портрет Джероламо (?) Барбариго» и портрет Бальдассаре Кастильоне работы Рафаэля.
К числу наиболее значительных портретов Рембрандта тех лет принадлежат изображения Саскии — иногда в домашней обстановке, лежащей в постели, иногда в роскошных одеяниях (кассельский портрет, 1634) и театрализованных обличьях («Саския в образе Флоры», 1634). В 1641 году у них родился сын Титус; ещё трое детей умерли в младенчестве. Избыток жизненных сил художника в годы брака с Саскией выражен в картине «Блудный сын в таверне» (1635). Иконография этой прославленной работы восходит к морализаторским библейским аллегориям Притчи о блудном сыне.
Саския умерла через год после рождения сына, и в жизни Рембрандта начался период непрерывных личных утрат.

### Творческий диалог с художниками Италии
На творческий диалог Рембрандта с великими итальянскими художниками указывают не одни только портретные работы, но и многофигурные картины на мифологические и библейские темы, отразившие заботу художника о внешних эффектах и в этом отношении созвучные произведениям мастеров барочной Италии.

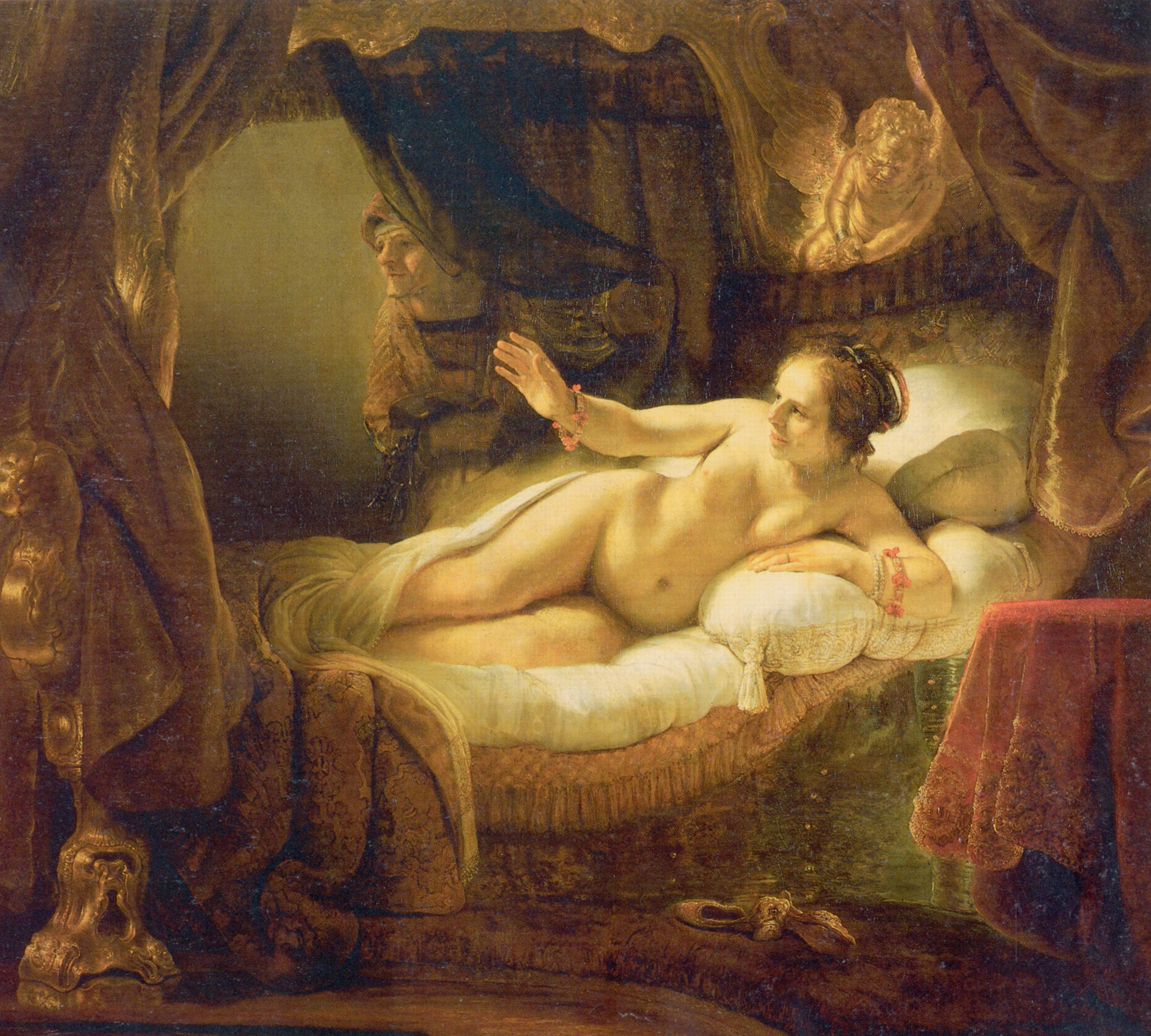
«Даная» в 1985 году подверглась вандальному нападению, но была восстановлена реставраторами

Знаменитая «Даная» (1636/1643) вся лучится светом. «Похищение Европы» (1632) и «Похищение Ганимеда» (1635) — также обычные сюжеты итальянской живописи — совершенно преображены Рембрандтом путём введения, в первом случае, голландского пейзажа, во втором — иронической трактовкой легендарного юноши-красавца как младенца с искажённым гримасой ужаса лицом.
Как и в годы работы с Ластманом, творческое воображение Рембрандта требует библейских сюжетов с относительно неразработанной иконографией. В «Пире Валтасара» (1635) на лицах персонажей картины написан неподдельный ужас, впечатление тревоги усиливается драматичным освещением сцены. Не менее динамично «Жертвоприношение Авраама» (1635) — застывший в воздухе нож придаёт сцене непосредственность фотографического изображения. Более поздняя версия этой композиции из Мюнхена — пример того, как качественно копировали картины Рембрандта его подмастерья.
Эффекты света и тени Рембрандт разрабатывал и в офортах («Христос перед Пилатом», 1636), которым нередко предшествовали многочисленные подготовительные рисунки. На протяжении всей последующей жизни офорты приносили Рембрандту не меньший доход, чем собственно живопись. Как офортист он особенно славился применением сухой иглы, динамичного штриха и техники затяжки.

### «Ночной дозор»

Рембрандт. Ночной дозор. 1642. Рейксмюсеум, Амстердам

В 1642 году Рембрандт получил заказ на один из шести групповых портретов амстердамских мушкетёров для нового здания Стрелкового общества; два других заказа достались его ученикам. При создании этой четырёхметровой картины — самого масштабного из своих произведений — Рембрандт порвал с канонами голландской портретной живописи, за два столетия предсказав художественные находки XIX века — эпохи реализма и импрессионизма. Модели были изображены весьма непосредственно, в движении, что вовсе не понравилось заказчикам, многие из которых оказались при этом задвинутыми на задний план:

Монументальное создание Рембрандта, запечатлевшее внезапное выступление в поход стрелковой роты, возглавляемой её командирами, решено им как массовая сцена, пронизанная движением толпы конкретных и безымянных персонажей и построенная на мерцающем контрасте ярко освещенных цветовых пятен и затенённых зон. Создающая впечатление разнобоя и напряжённости случайность запечатленной на полотне ситуации вместе с тем проникнута торжественностью и героическим подъёмом, сближается по своему звучанию с исторической композицией.

Столь смелое сочетание группового портрета с военными воспоминаниями Нидерландской революции отпугнуло некоторых заказчиков. Биографы Рембрандта спорят о том, насколько неуспех «Ночного дозора» (именно такое ошибочное название впоследствии получила картина, до реставрации 1940-х гг. скрытая под потемневшим лаком и копотью) повлиял на дальнейшую карьеру художника. По всей вероятности, распространённая легенда о провале этой работы не имеет под собой серьёзных оснований. Конспирологическая версия истории «Ночного дозора» приведена в фильмах британского режиссёра Питера Гринуэя «Ночной дозор» (2007) и «Рембрандт. Я обвиняю!» (2008). 

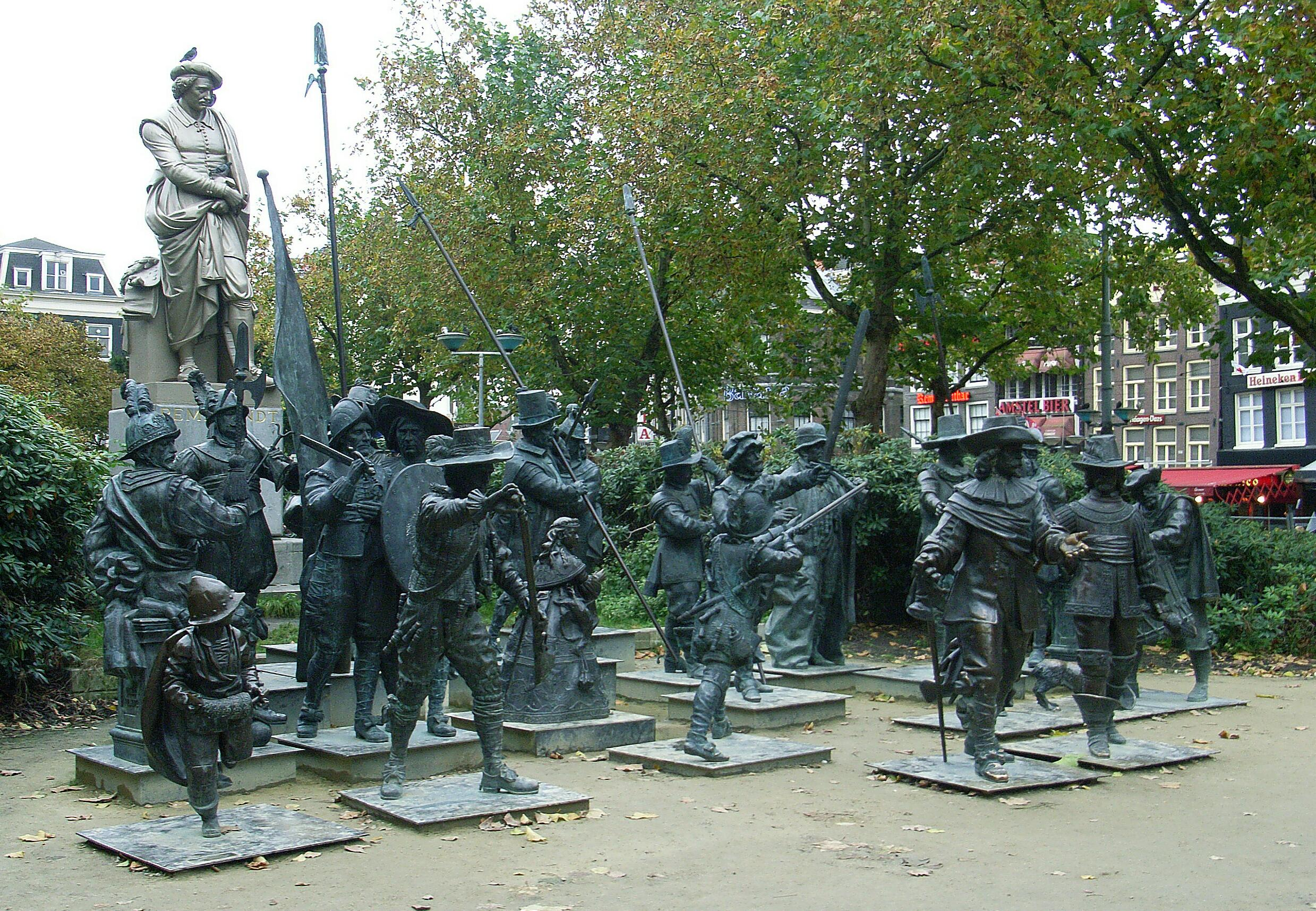
Рембрандт и герои «Ночного дозора» на площади Рембрандта в Амстердаме в 2006 году (скульпторы А. Таратынов, М. Дронов)

Каковы бы ни были причины охлаждения амстердамской публики к Рембрандту, результатом перемены во вкусах стало угасание его славы и постепенное обнищание. После «Ночного дозора» в мастерской Рембрандта остаются единичные ученики. Его прежние подмастерья, позаимствовав и развив какую-либо одну черту раннего Рембрандта, становятся более удачливыми и востребованными художниками, чем их учитель. Особенно характерен в этом отношении Говерт Флинк, в совершенстве освоивший внешнюю бравурность динамичных рембрандтовских полотен 1630-х гг. Лейденец Герард Доу — один из первых учеников Рембрандта — всю жизнь оставался под влиянием ластмановской эстетики полотен вроде «Аллегории музыки» 1626 года. Фабрициус, который работал в мастерской около 1640 года, охотно экспериментировал с перспективой и разрабатывал высветленные фоны, что принесло ему незаурядный успех в Делфте.
То, что в продолжение 1640-х годов от Рембрандта отворачиваются заказчики и уходят ученики, объясняется не столько неоднозначной оценкой «Ночного дозора», сколько общим поворотом живописной моды в сторону скрупулёзной детализации, к которой сам Рембрандт был наиболее склонен в ранние годы. Логика творческого развития вела художника в прямо противоположном направлении. С годами он стал отдавать предпочтение смелым мазкам кисти и резким контрастам света и тени, скрадывающей почти все фоновые детали.

### Переходный период
Сведений о частной жизни Рембрандта в 1640-е годы в документах сохранилось мало. Из учеников этого периода известен только Николас Мас из Дордрехта. Видимо, художник продолжал жить на широкую ногу, как прежде. Семейство покойной Саскии высказывало озабоченность тем, как он распорядился её приданым. Няня Титуса, Гертье Диркс, подала на него в суд за нарушение обещания жениться; ради улаживания этого инцидента художнику пришлось раскошелиться.
В конце 1640-х Рембрандт сошёлся со своей молодой служанкой Хендрикье Стоффелс, образ которой мелькает во многих портретных работах этого периода: «Флора» (1654), «Купающаяся женщина» (1654), «Хендрикье у окна» (1655). Приходской совет осудил Хендрикье за «греховное сожительство», когда в 1654 году у неё с художником родилась дочь Корнелия. В эти годы Рембрандт отходит от тем, имеющих грандиозное национальное либо общечеловеческое звучание. Живописные работы этого периода немногочисленны.

## Портреты членов семьи Рембрандта

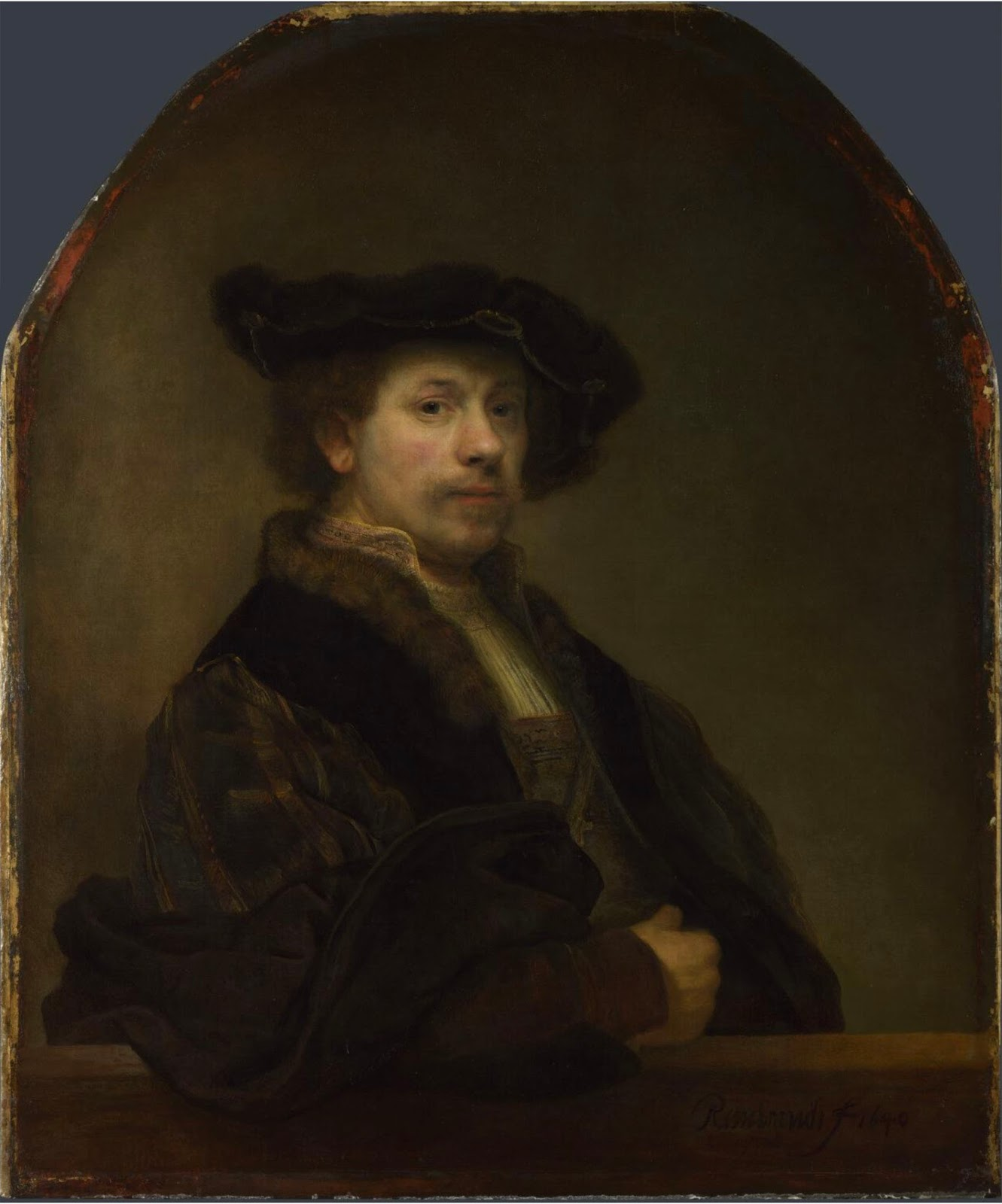
Автопортрет. 1640
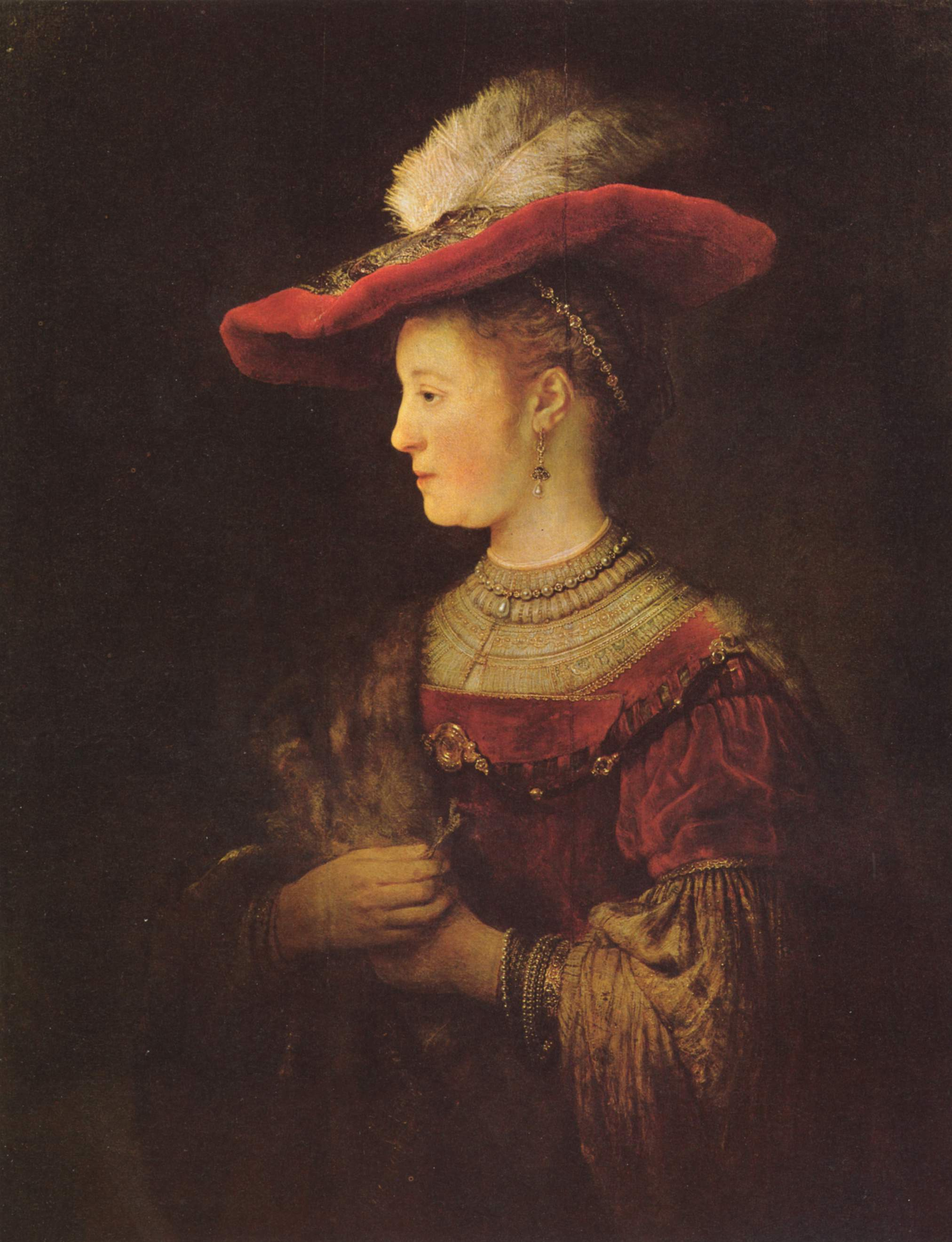
Саския в красной шляпе. 1633/1634
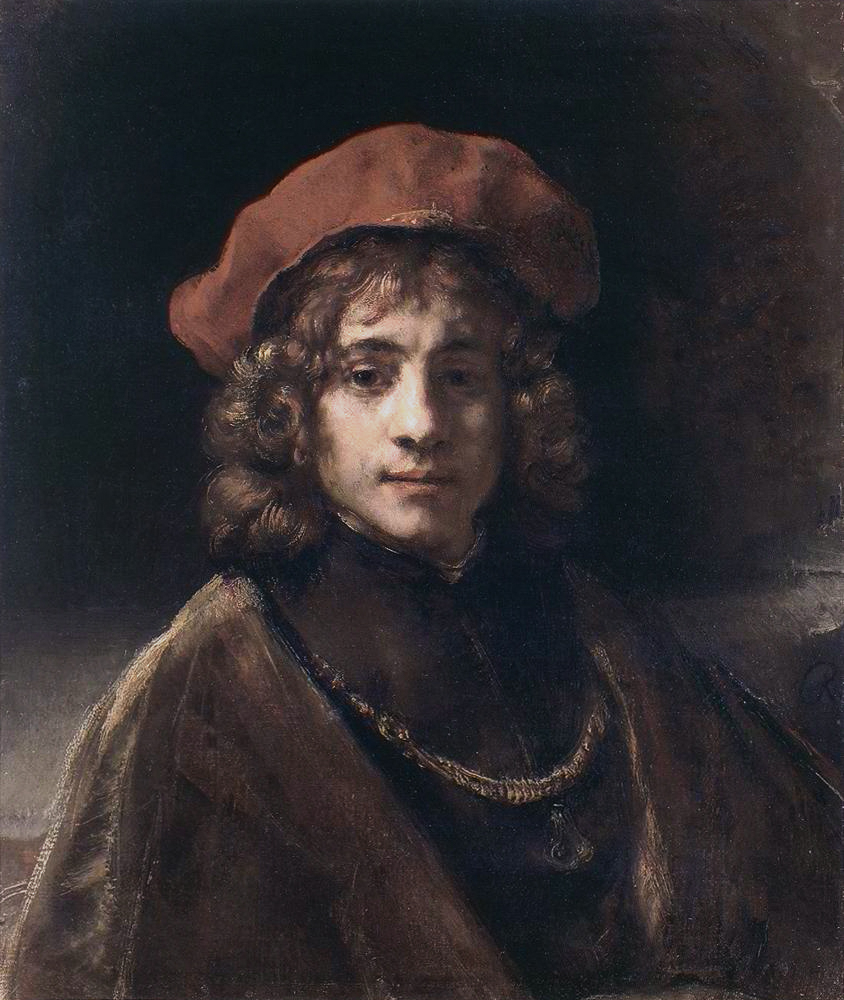
Титус в красном берете. 1658
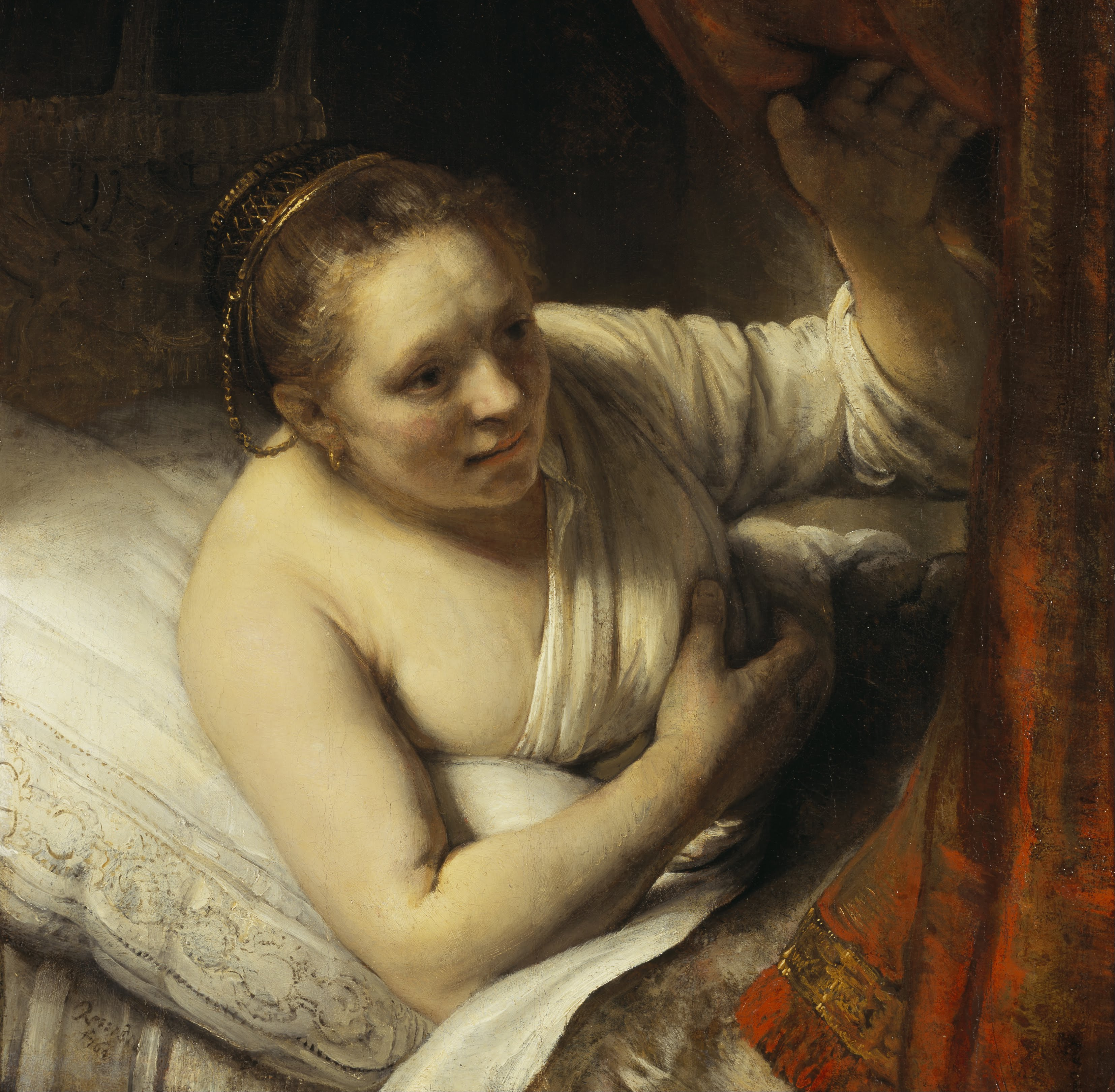
Гертье Диркс? 1644
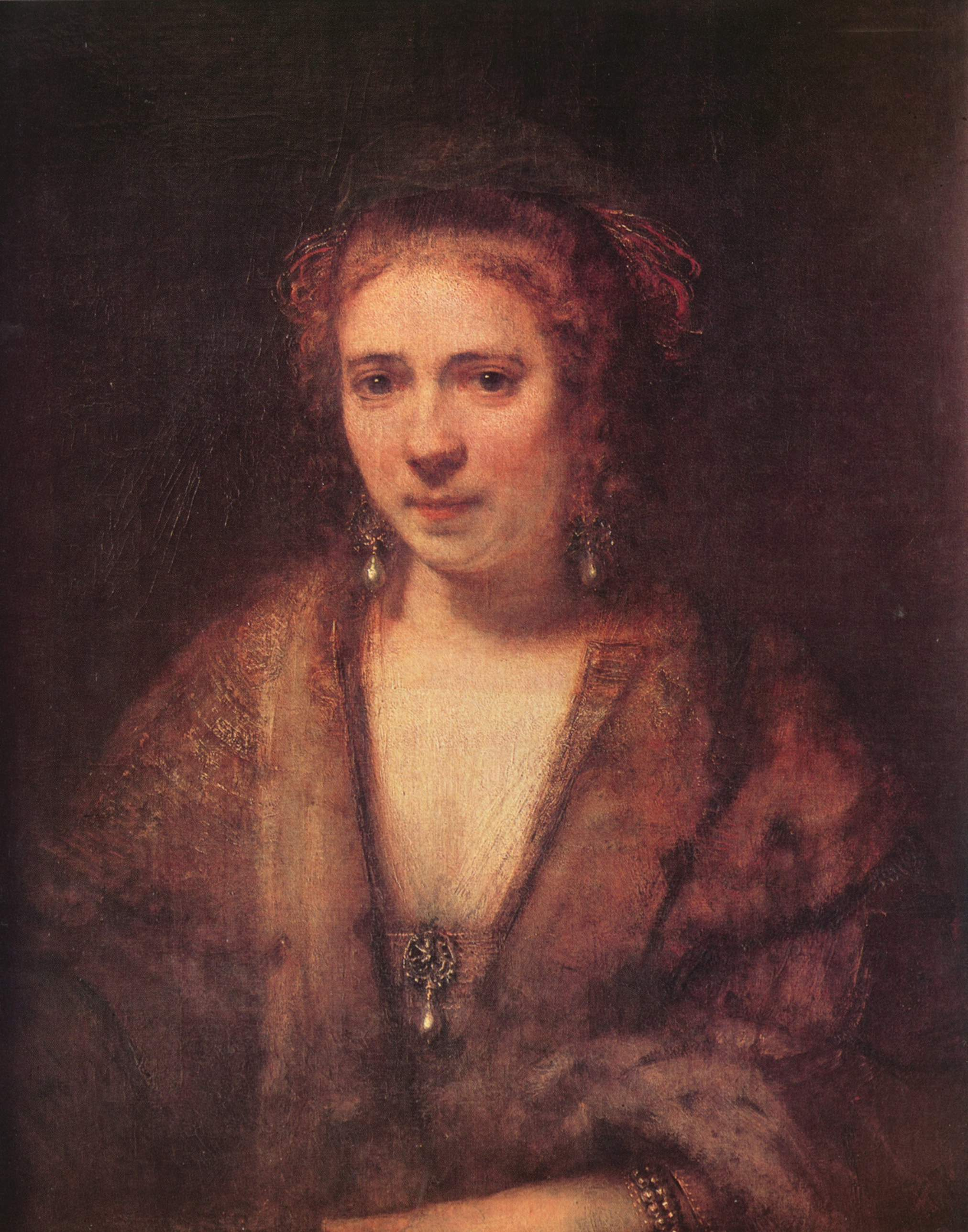
Хендрикье Стоффелс. 1655

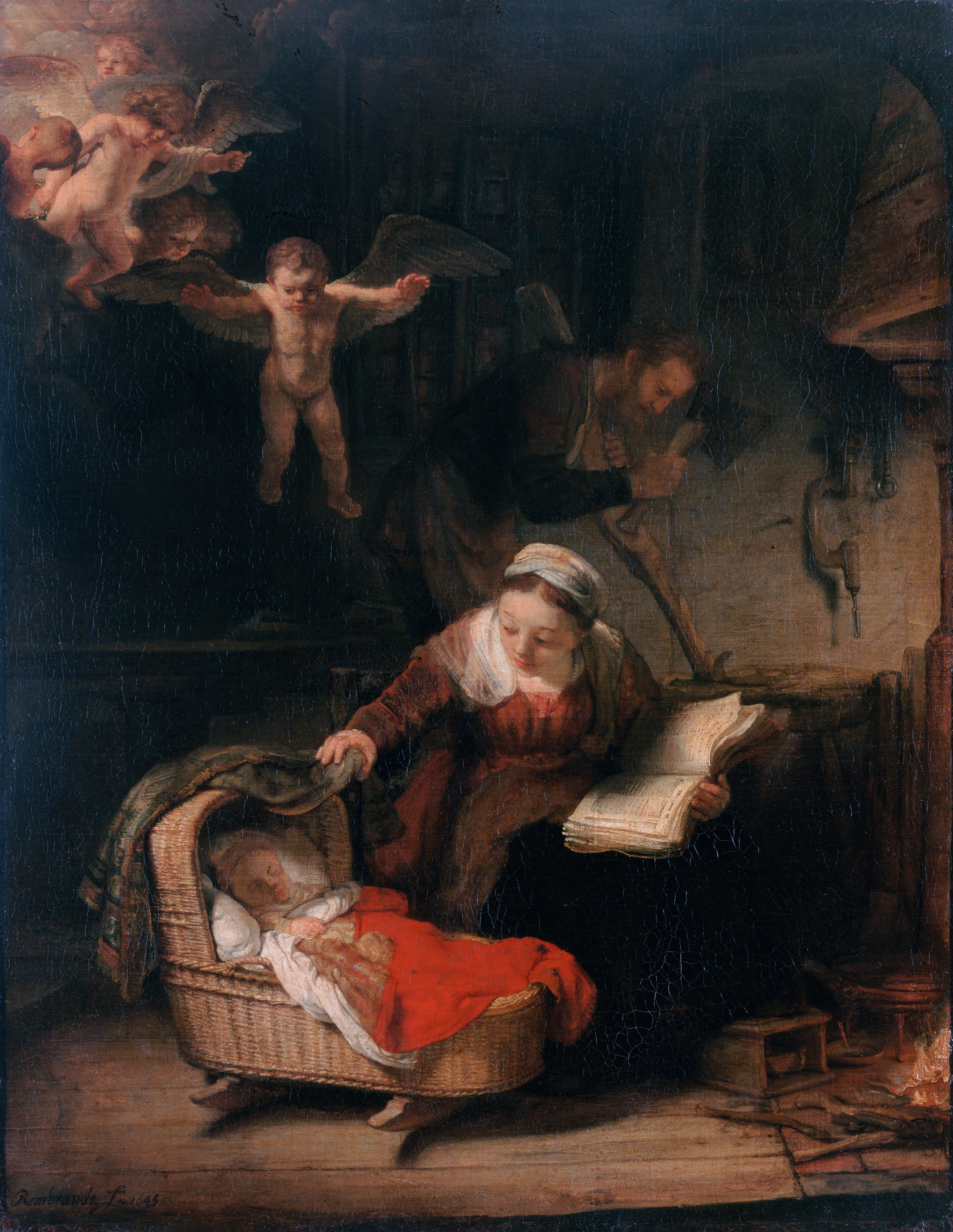
Святое семейство. 1645. Государственный Эрмитаж, Санкт-Петербург

В годы жизненных невзгод внимание художника привлекают пейзажи с грозовыми облаками, шквальным ветром и прочими атрибутами романтически преображённой природы в традициях Рубенса и Сегерса. К жемчужинам рембрандтовского романтизма принадлежит «Зимний пейзаж» 1646 года. Поэтическое истолкование в эти годы получают сцены повседневной домашней жизни, каковы два «Святых семейства» 1645 и 1646 годов. Вместе с «Поклонением пастухов» (1646) и «Отдыхом на пути в Египет» (1647) они позволяют говорить о наметившейся у Рембрандта тенденции к идеализации патриархального уклада семейной жизни. Эти работы согреты тёплыми чувствами родственной близости, любви, сострадания. Светотень в них достигает невиданного прежде богатства тональных градаций. Колорит особенно тёплый, с преобладанием мерцающих красных и золотисто-коричневых тонов.

### Поздний Рембрандт
В 1653 году, испытывая материальные трудности, художник передал почти всё своё имущество сыну Титусу, после чего в 1656 году заявил о банкротстве. После распродажи в 1657—1658 годах дома и имущества (сохранился интересный каталог художественного собрания Рембрандта) художник перебрался на окраину Амстердама, в еврейский квартал, где провёл остаток жизни. Самым близким к нему человеком в те годы, по-видимому, оставался Титус; именно его изображения наиболее многочисленны. На одних он предстаёт принцем из волшебной сказки, на других — сотканным из солнечных лучей ангелом. Смерть Титуса в 1668 году стала для художника одним из последних ударов судьбы; его самого не стало годом позже.

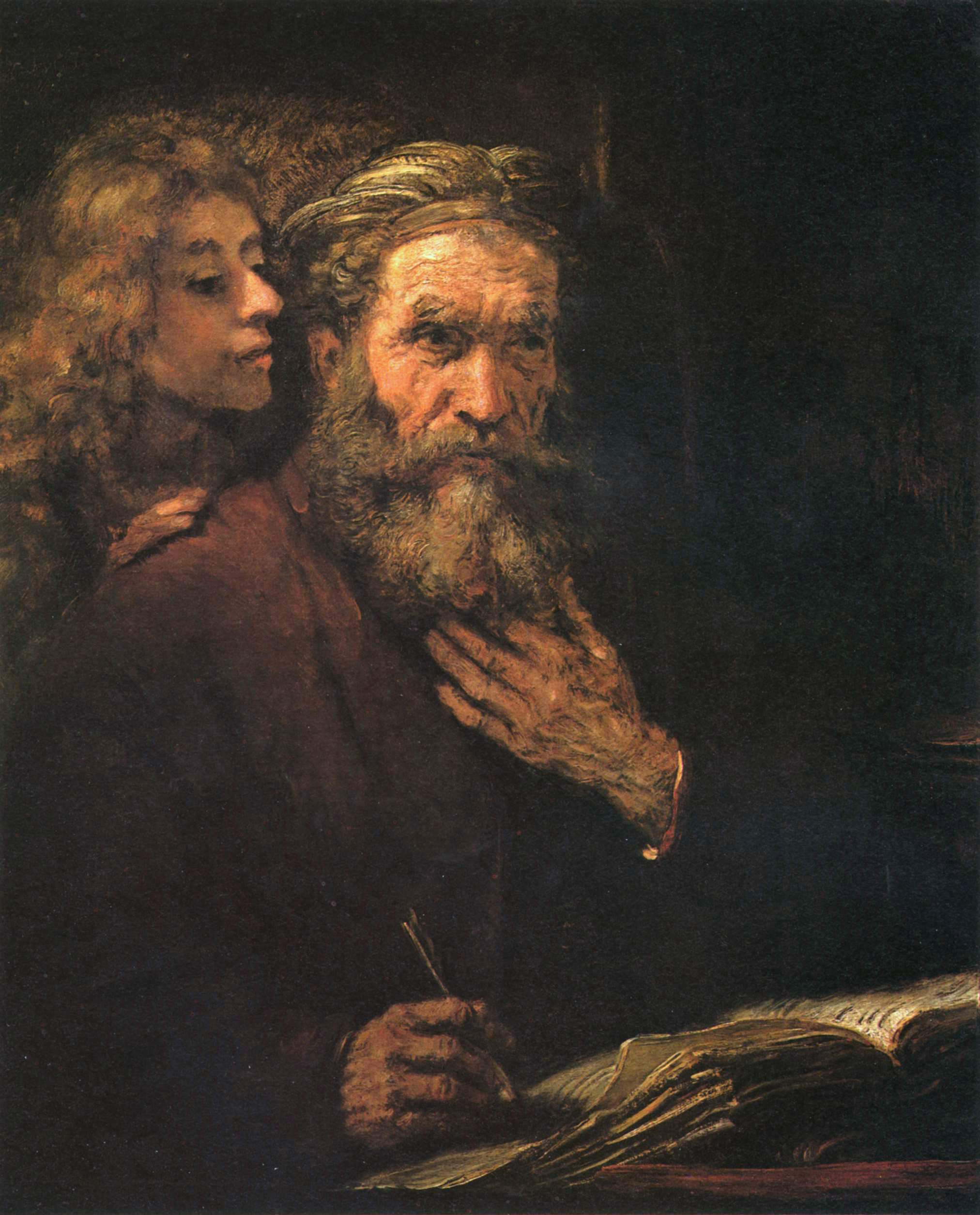
Матфей и ангел. 1661. Лувр II, Ланс. Возможно, моделью для ангела являлся Титус

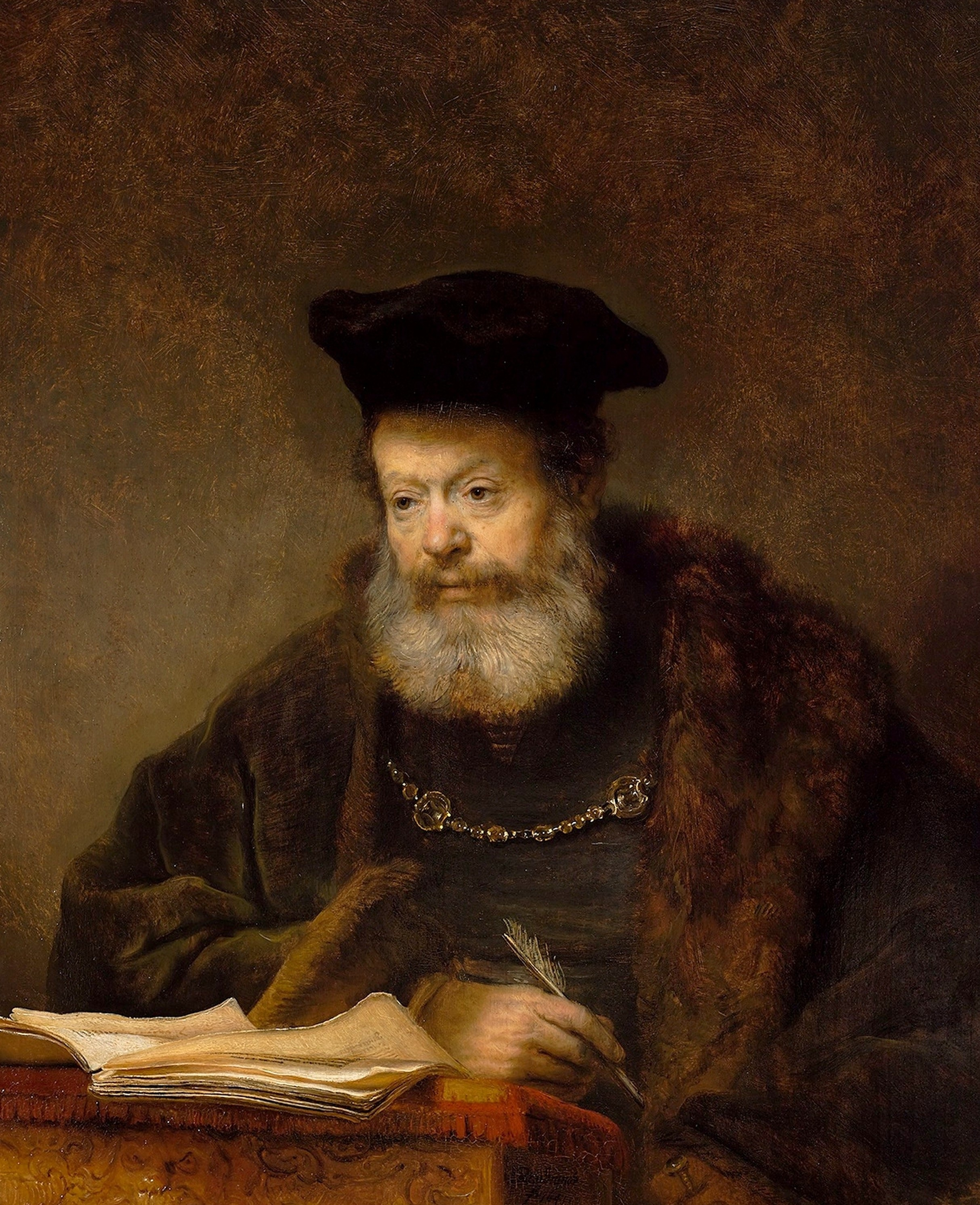
Учёный в лекториуме. 1641. Дерево, масло. Королевский замок, Варшава

Отличительная черта рембрандтовского творчества 1650-х годов — ясность и монументальность крупнофигурных композиций. Характерна в этом отношении работа «Аристотель с бюстом Гомера», исполненная в 1653 году для сицилийского аристократа Антонио Руффо и проданная в 1961 году его наследниками на аукционе Метрополитен-музею за рекордную на тот момент сумму в два с лишним миллиона долларов. Аристотель погружён в глубокое раздумье; внутренний свет, кажется, исходит от его лица и от бюста Гомера, на который он возложил свою руку.
Если на картинах 1650-х годов число фигур никогда не превышает трёх, то в последнее десятилетие своей жизни Рембрандт возвращается к созданию многофигурных композиций. В двух случаях это были крупные и престижные заказы. Монументальная героическая картина «Заговор Юлия Цивилиса» (1661) создавалась для новой Амстердамской ратуши, но по каким-то причинам не удовлетворила заказчиков и не была оплачена. Фрагмент картины, сохранившийся в Стокгольме, поражает суровым реализмом и неожиданными вспышками светлых красок на фоне окружающей тьмы. Групповой портрет «Синдики» (1662), несмотря на естественность поз, оживлённость мимики и спаянность композиционного решения, представляет собой шаг назад по сравнению с бескомпромиссным натурализмом «Ночного дозора». Зато все требования заказчиков были выполнены.
Последние два десятилетия жизни Рембрандта стали вершиной его мастерства как портретиста. Моделями выступают не только товарищи художника (Николас Брейнинг, 1652; Герард де Лересс, 1665; Йеремиас де Деккер, 1666), но и безвестные солдаты, старики и старухи — все те, кто, подобно автору, прошёл через годы горестных испытаний. Их лица и руки озарены внутренним духовным светом. Парадный портрет Яна Сикса (1654), натягивающего на руку перчатку, выделяется редкостной гармонией колорита, широтой пастозных мазков. Внутреннюю эволюцию художника передаёт череда автопортретов, раскрывающая зрителю мир его сокровенных переживаний. К серии автопортретов примыкает вереница изображений умудрённых жизнью апостолов; нередко в лице апостола угадываются черты самого художника.
На кёльнском автопортрете 1662 года черты автора искажены горькой усмешкой, а на последних автопортретах 1669 года (галерея Уффици, Лондонская Национальная галерея и Маурицхёйс) он, несмотря на бросающуюся в глаза физическую немощь, спокойно смотрит в лицо судьбе.
Рембрандт скончался 4 октября 1669 года в Амстердаме. Похоронили его в амстердамской церкви Вестеркерк. За гробом шла только его дочь Корнелия.
Всего за свою жизнь Рембрандт создал около 350 картин, более 100 рисунков и около 300 офортов. Достижения Рембрандта-рисовальщика не уступают его достижениям в области живописи; особенно ценятся его поздние рисунки, выполненные тростниковым пером.

## «Рембрандтовские старики»

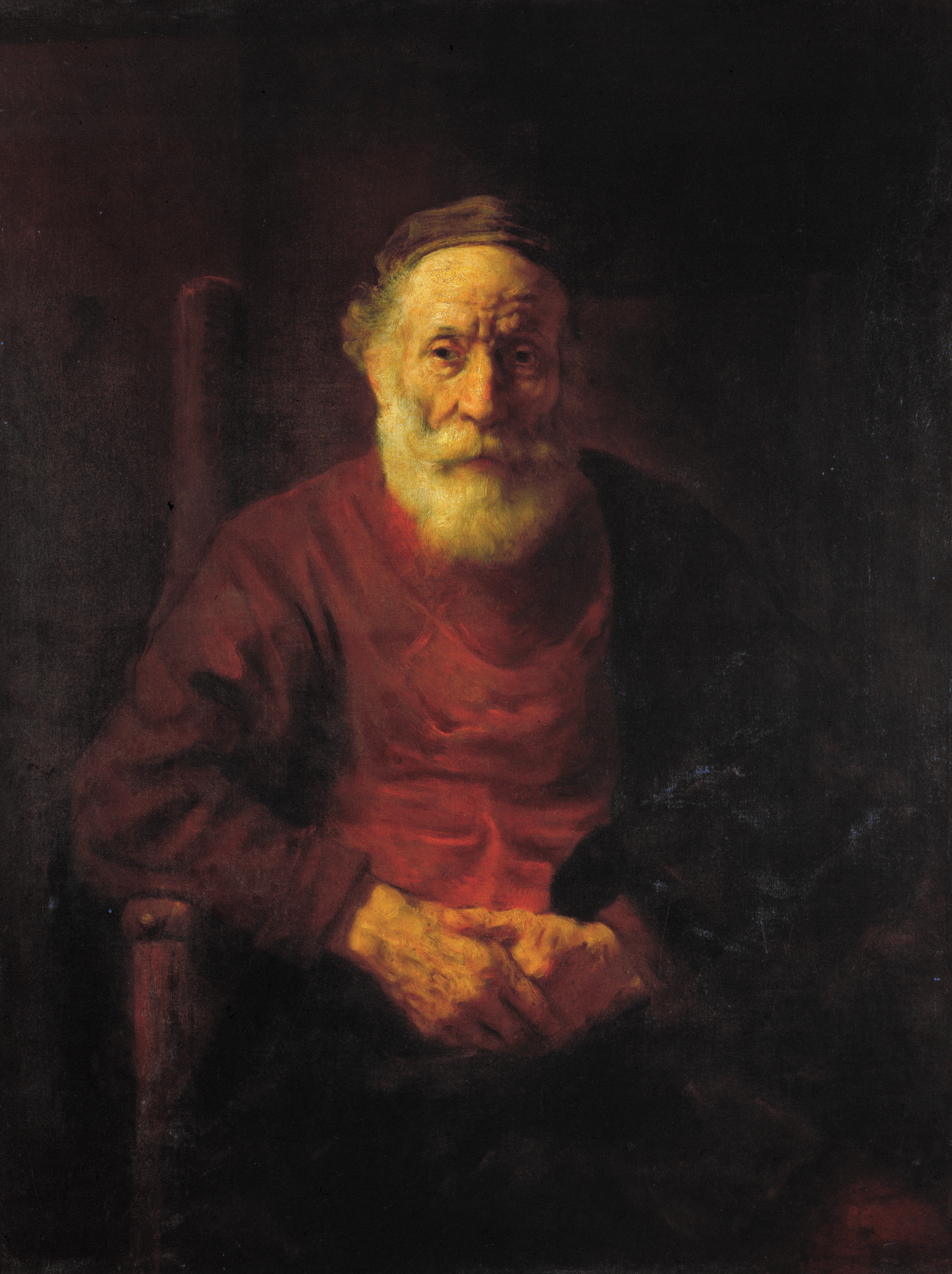
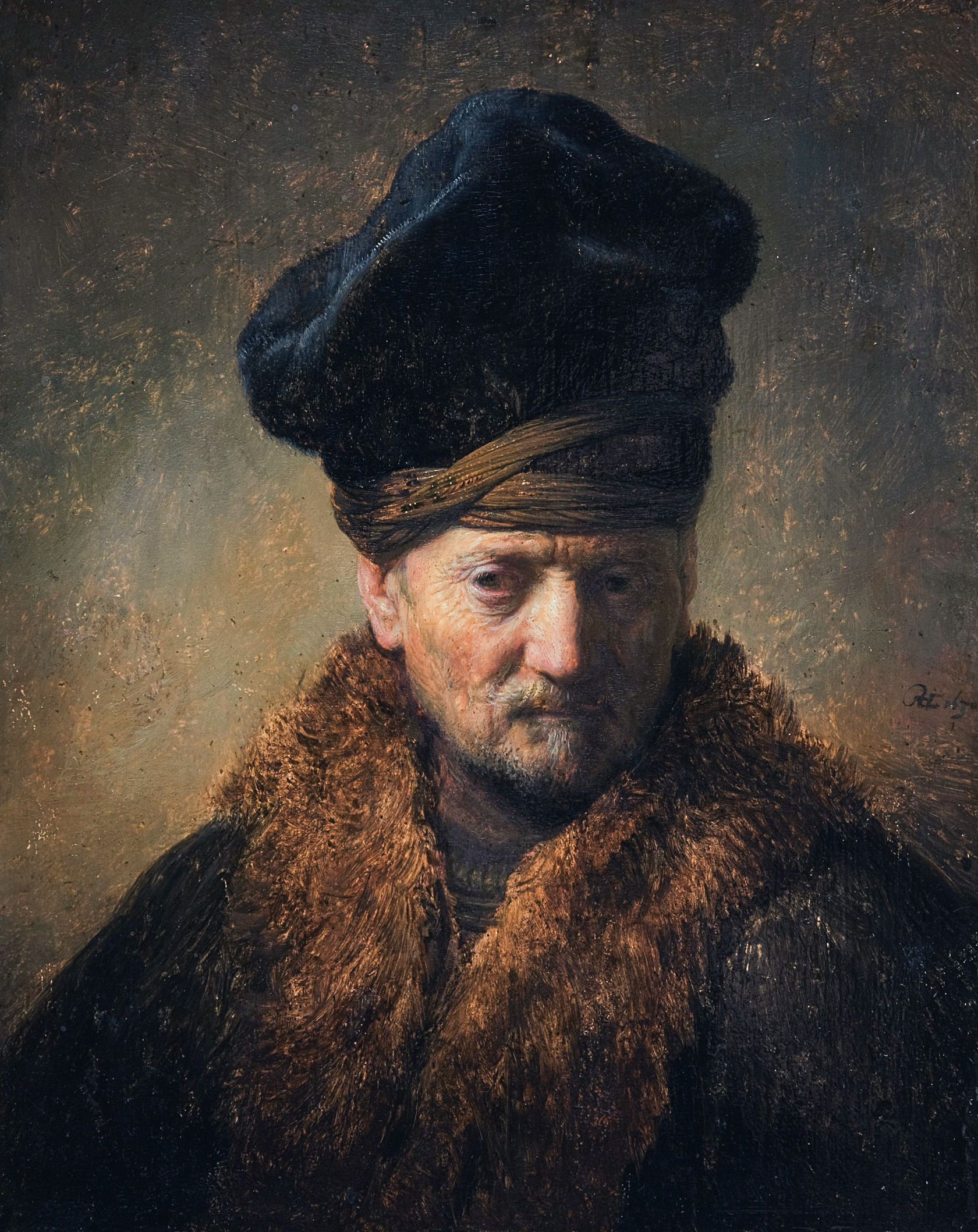
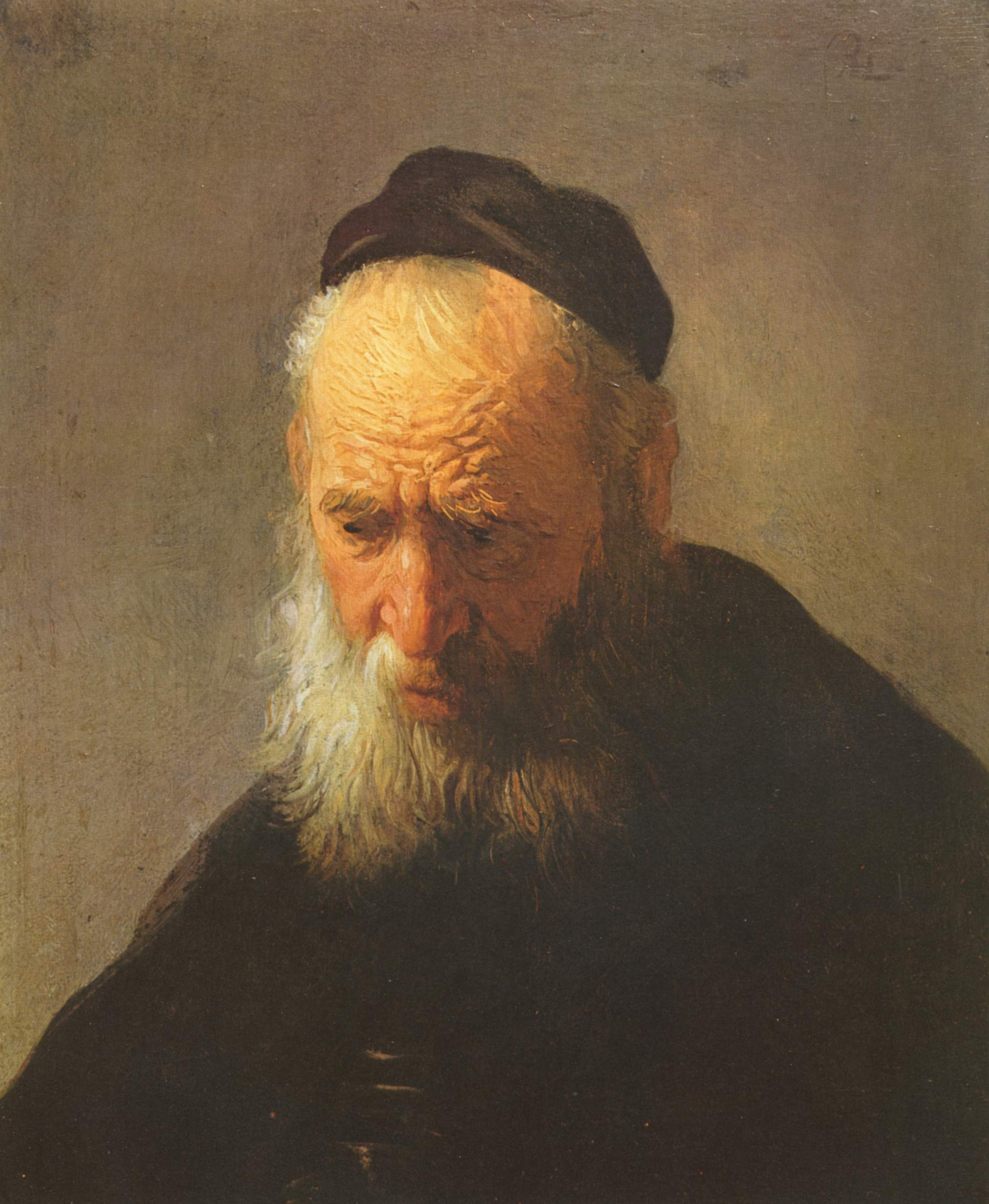
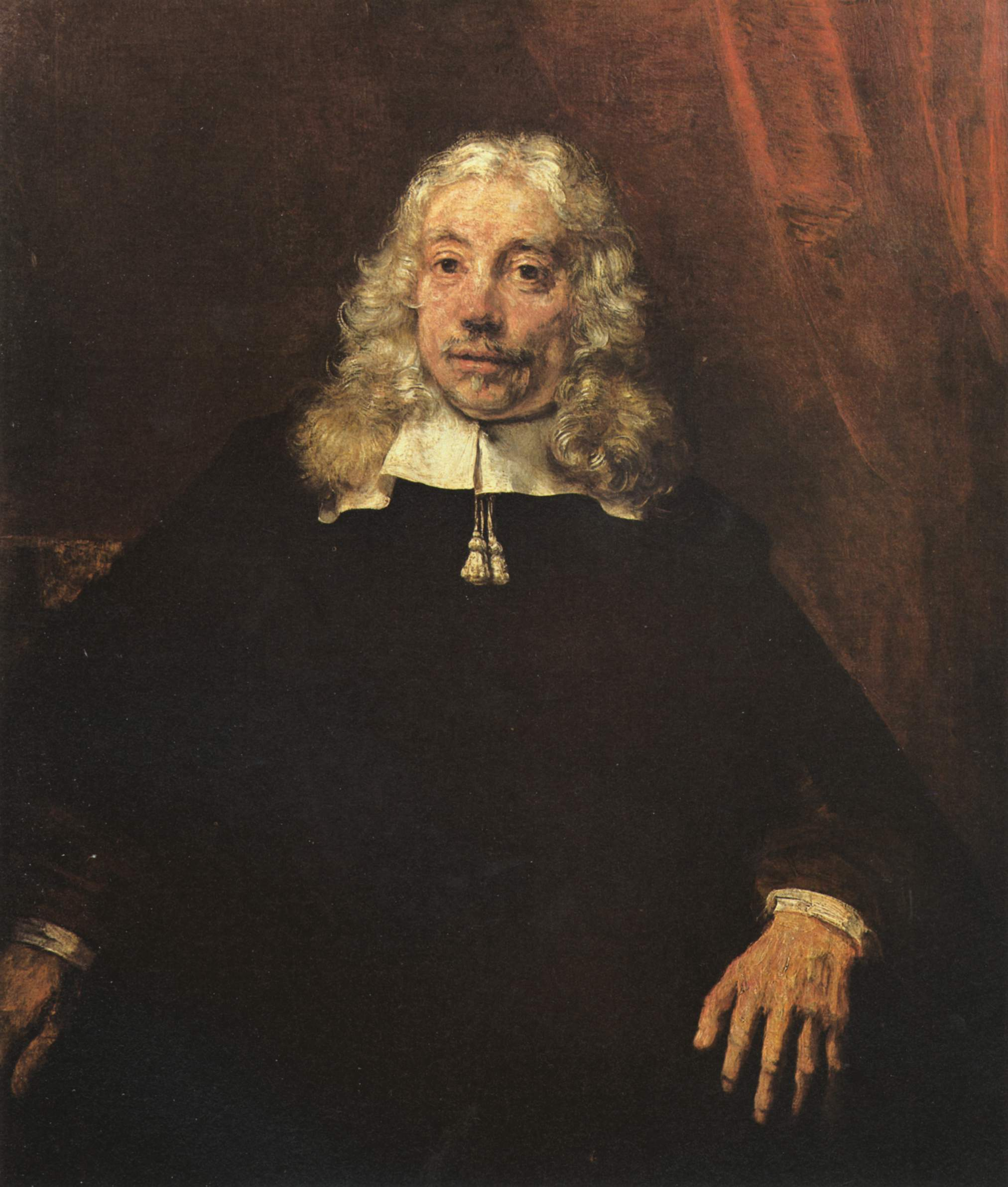
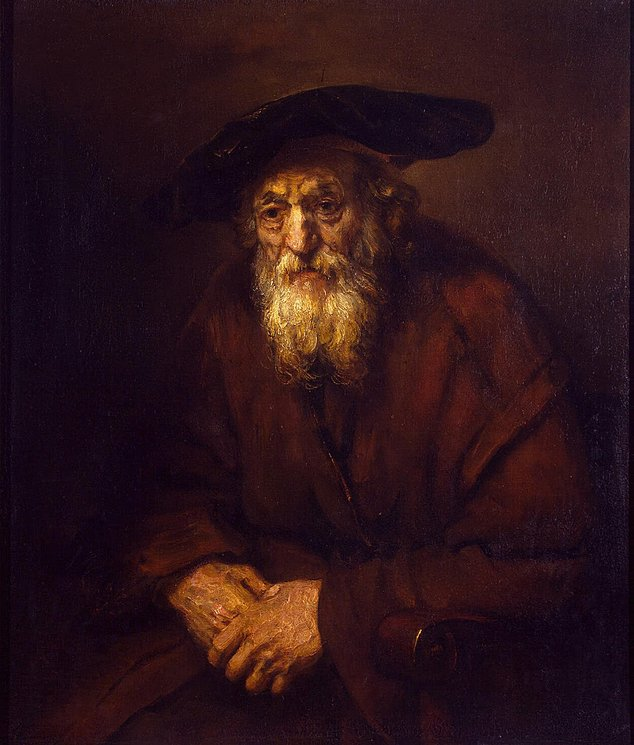

### Творческий метод и индивидуальный стиль

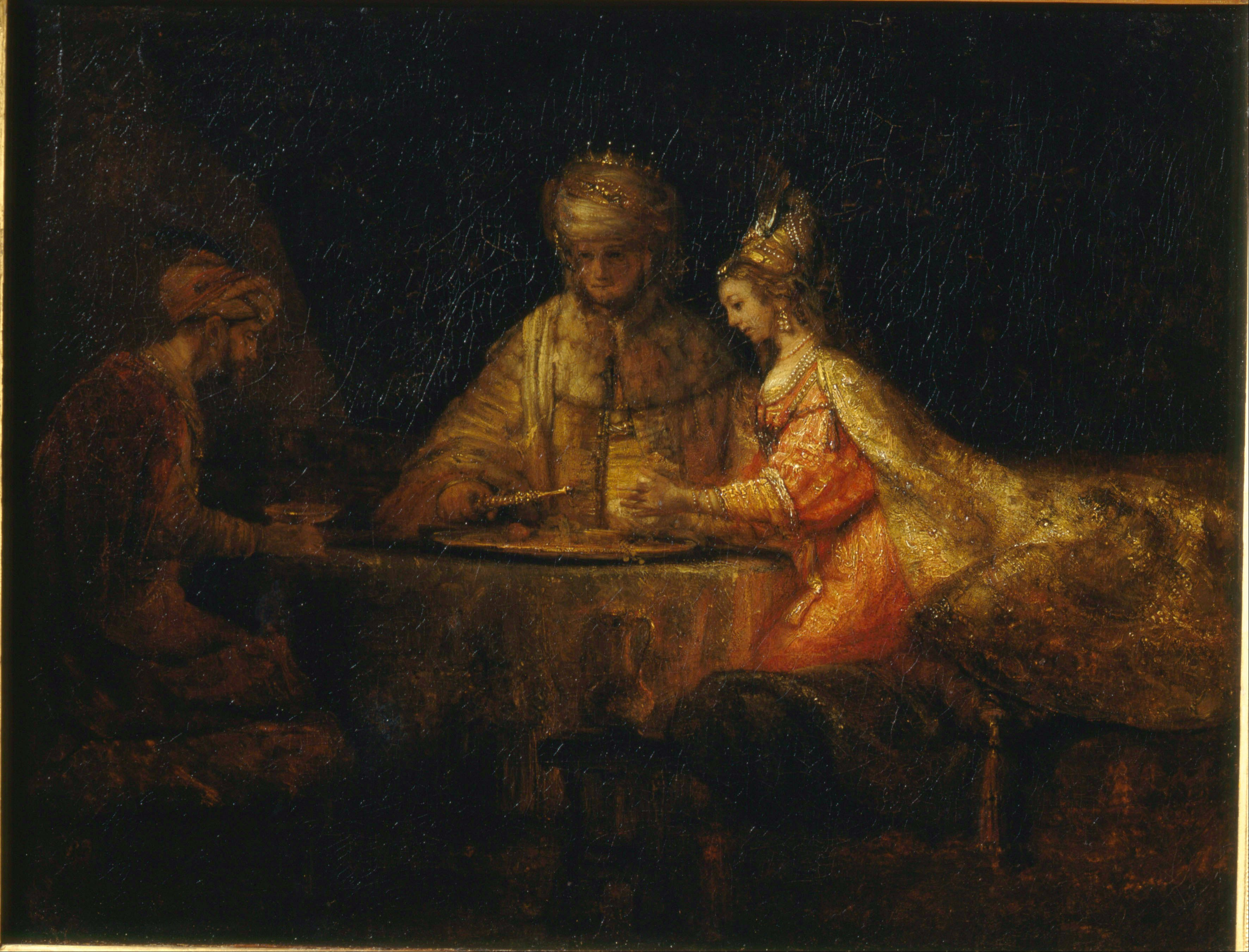
Сильно повреждённая картина «Артаксеркс, Аман и Эсфирь». 1660. Музей изобразительных искусств им. А. С. Пушкина, Москва

Художественный гений Рембрандта развивался по восходящей. Его последние работы представляют собой уникальное явление в истории живописи. Фигуры монументальны и нарочито приближены к передней плоскости холста. Согласно старым нидерландским традициям художник выискивал редкие, мало известные эпизоды ветхозаветных сюжетов, поиск соответствий которым в Библии до настоящего времени занимает исследователей его творчества. Рембрандта в зрелый и поздний периоды творчества привлекают такие моменты бытия, когда человеческие переживания проявляются с наибольшей силой.
Глубокое драматическое напряжение свойственно таким работам, как «Артаксеркс, Аман и Эсфирь» (1660) и «Отречение апостола Петра» (1660). По технике выполнения им созвучны последние картины, объединённые семейной темой: неоконченное «Возвращение блудного сына» (1666/1669), семейный портрет из Брауншвейга (1668/1669) и т. н. «Еврейская невеста» (1665). Датировка всех этих произведений условна, обстоятельства их создания окружены тайной. Исследователи с трудом подбирают слова для описания их густых «переливающихся и тлеющих в золотистой мгле красок», нанесённых на холст шпателем, или мастихином.

Активное действие отсутствует, статичные, внешне сдержанные персонажи, подчас окутанные сиянием парчовых одежд, выступают из окружающего их затенённого пространства. Господствующие темные золотисто-коричневые тона подчиняют себе все краски, среди которых особая роль принадлежит горящим изнутри, подобно тлеющим углям, оттенкам красного. Густые рельефные мазки, пронизанные движением светоносной красочной массы, сочетаются в затенённых зонах с написанными тонким слоем прозрачными лессировками. Фактура красочной поверхности произведений позднего Рембрандта кажется мерцающей драгоценностью. Волнующая человечность его образов отмечена печатью таинственной красоты.

Рембрандт в результате многолетних поисков и разнообразных влияний, в том числе искусства караваджистов и стиля барокко, нашёл собственный, ни на кого не похожий стиль, построенный на эффектах светотени и сближенных золотисто-охристых тонов. Этот стиль столь необычен, что творчество Рембрандта не вписывается в границы известных направлений, течений и стилей не только голландского, но и вообще мирового искусства.

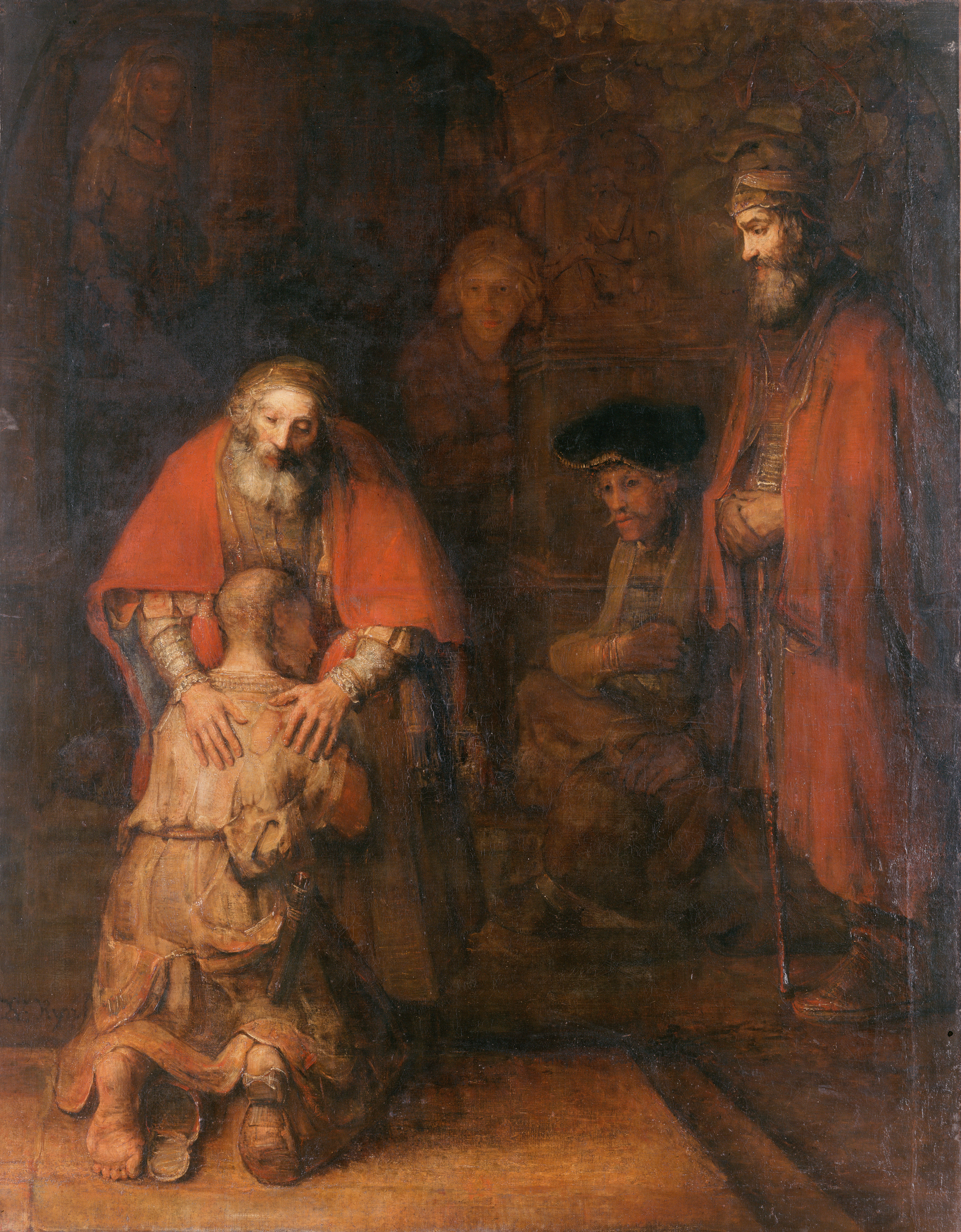
Возвращение блудного сына. Между 1666 и 1669. Государственный Эрмитаж, Санкт-Петербург

М. В. Алпатов писал в заметках о творчестве Рембрандта: «Теоретики классицизма XVII века задавались вопросом, куда отнести творчество Рембрандта: к „учёным художникам“ или к „народным“. По-видимому, и к тем, и к другим, но главное было то, что его мудрость и знания — всё это претворяется им в искусство. Позитивисты прошлого века причисляли Рембрандта к психологам, но картины его вовсе не „психологические этюды“ бесстрастного наблюдателя. Всё, что он знал о человеке и мире, что он видел вокруг себя и в себе самом, что рисовало ему воображение, его сознание морального долга — всё это становилось в его картинах художественной реальностью, как подобие реальности его духовной жизни… Сияние света… это не рассчитанный художественный эффект, это выражение таинственной силы, перед которой художник благоговейно склоняет голову… Только одному Пуссену, но в рамках другого стиля, удавалось достигнуть такой же многозначительности в воссоздании простейших состояний человеческого существования и найти им ясное пластическое выражение»
Однако сложность стиля живописи Рембрандта как раз и заключается в том, что «ясное пластическое выражение соединяется в нём с неясностью содержания». Выдающийся знаток нидерландского искусства, художник и писатель Эжен Фромантен в своей знаменитой книге «Старые мастера» посвятил Рембрандту семьдесят страниц. Он, в частности, писал о Рембрандте, что в его «жизни, как и в его живописи, много теней и тёмных углов». Мастерская художника была известна тем, что напоминала лавку старьёвщика, коллекционера с полным хаосом внутри. Там были собраны старинные гравюры, произведения античной скульптуры, но не было ни одной книги. Все знали любовь Рембрандта к старым вещам, шлемам, шпагам, азиатским коврам — многие из них он использовал для своих картин… Художник был скрытен и работал «в тени», вдали от шума и суеты. Современники не видели в личности Рембрандта ничего, кроме странностей, маниакальных увлечений, недостатков и даже пороков. У него было много учеников, но ни один из них не стал знаменитым".
В «ночном освещении» рембрандтовских картин искали влияние Геррита ван Хонтхорста, но «феномен Рембрандта нельзя объяснить никакими влияниями, также как и непонятны влияния самого Рембрандта на современную ему голландскую живопись. Складывается впечатление, что таких влияний вообще не было, настолько необычен этот художник. Творчество Рембрандта нельзя отнести полностью ни к классицизму, ни к барокко. Хотя под несомненным воздействием того и другого Рембрандт работал всю жизнь и этим значительно опередил свою эпоху. Эпоха отплатила художнику полным непониманием его искусства».
«Рембрандт использовал язык классических аллегорий и выразительных средств стиля барокко, прежде всего живописи Рубенса — динамику пространства, света, воздуха, но творчески перерабатывал всё это в соответствии со своей философской концепцией». Эжен Фромантен подробно пояснял все странности художника:

 «Во всём, как видно, это был человек, не похожий на других, мечтатель, быть может, очень молчаливый, хотя лицо его говорит о другом… Мнимый художник материального мира, художник грёз, идей и мечтаний… творит скорее как философ, чем как поэт… В Италии Рембрандт не был и никому не советовал туда ездить. Он конечно сознавал свою необычность и трагически переживал одиночество, но прятал свои чувства в актёрстве… У Рембрандта была страсть позировать перед зеркалом и писать самого себя… Он любил наряжаться и переодевался как заправский актёр… надевал тюрбаны, бархатные береты, фетровые шляпы, камзолы, плащи, иногда кирасу… на шею золотые цепи с камнями… Библейские персонажи он изображал в обстановке и одеяниях, противоречащих не только исторической правде, но и всякому здравому смыслу. Когда Рембрандт писал обнажённое тело, то не обращал внимания на его формы. Дорогие ткани и украшения превращал в мерцание бликов и рефлексов… Красоту физическую Рембрандт заменял духовным выражением, воспроизведение вещей — почти полным их преображением, исследование — умозрением психолога, точное, умелое или наивное наблюдение — озарениями ясновидца… Жизнь, которая ему грезится, носит отпечаток какого-то другого мира, делающую жизнь реальную почти холодной и бледной… Идеал Рембрандта, подобный сну, который видят с закрытыми глазами, — это свет: нимб вокруг предметов, фосфорическое сияние на чёрном фоне… Рембрандт был в действительности чистейшим спиритуалистом, скажем точнее, художником идей… В этом ключ к тайне!» 
Известный эссеист Поль Валери высказался об этой стороне творчества Рембрандта весьма парадоксально в собственном стиле: «Рембрандт знает, что плоть — это грязь, которую свет обращает в золото. Он приемлет — берёт то, что видит; женщины у него такие, как есть. Находит он, впрочем, лишь тучных и измождённых. Даже немногие красавицы, которых он написал, прекрасны, скорее, какой-то эманацией жизни, нежели совершенством форм. Его не пугают ни грузные животы с пухлыми и оплывшими складками, ни грубые руки и ноги, ни красные, налитые кисти, ни чрезвычайно вульгарные лица. Но эти зады, эти чрева, эти сосцы, эти мясистые туши, все эти дурнушки, эти служанки, которых из кухни он переносит на ложе богов и царей, — он их пронизывает или ласкает солнцем, известным ему одному; он, как никто, совмещает реальность и тайну, животное и божественное, самое тонкое и могущественное мастерство и самое бездонное, самое одинокое чувство, какое когда-либо выражалось в художестве».
Эжен Фромантен, сам будучи живописцем, отметил и странности живописной техники Рембрандта, подчёркивая, что он в этом смысле «наименее голландец из всех голландских художников»: «Он мог рисовать без контуров, делать портреты почти без видимых черт, писать без колорита… Обратите внимание с какой умышленной или неумышленной неряшливостью подчёркнута форма, как выражены ракурсы. Мазок густой, стеснённый, почти неловкий и неуверенный. Поистине он не попадает в цель, ложится поперёк, когда следует положить вдоль, кладётся плашмя, когда всякий другой положил бы его округлённо. Он только затемняет форму вместо того, чтобы придать ей определённость. Повсюду блики, то есть сильные акценты без нужды, без жизненной правды, да и не к месту. Утолщения красочного слоя, перегружающие холст, бугры, не объяснимые ничем, кроме потребности сгущать краски в светах и новым методом письма по шероховатому холсту». Но далее Фромантен добавлял: «Анализируя весь механизм его живописи, мы придём в конце концов к тому, что уловим его первичную сущность в гравюре. Рембрандт весь целиком в своих офортах. Его ум, стремления, фантазии, мечты, здравый смысл и химеры, попытки изобразить неизобразимое и открыть реальность в небытии — всё это обнаруживается в двадцати его офортах, которые позволяют предчувствовать живописца и, более того, объясняют его… Нет никого, кто не поставил бы этого гравёра выше всех других гравёров».

## Рембрандт — рисовальщик и гравёр
На протяжении всей творческой жизни Рембрандт много занимался рисовальной графикой и гравированием в технике офорта. Для рисунка он выбирал самые живописные приёмы «размывки» тушью и кистью с доработкой пером, что позволяло ему использовать такие рисунки в качестве эскизов живописных картин. Полный свод рисунков Рембрандта впервые составил Отто Бенеш.
В технике офорта Рембрандт выполнял самостоятельные композиции в разных жанрах: библейские и мифологические сцены и персонажи, портреты (в том числе большое количество автопортретов), пейзажи, изображения нищих, аллегории, обнажённая натура, эротические сцены и многое другое. Он, безусловно, учитывал, что живописные картины чаще всего «заперты» у коллекционеров, а гравюры, благодаря тиражированию оттисков, расходятся по всему свету. За пределами Нидерландов Рембрандта лучше знали именно как гравёра.
В 1650-е годы у Рембрандта появляются новые подходы к созданию офортов: произведения, выполненные в предельно живописной, почти эскизной манере. Особенно велики достижения Рембрандта в создании так называемых «ночных сцен» — гений светотени сумел совершить переворот и в технике гравирования. В рисунках и, особенно, в офортах Рембрандта свет и тень создают поистине ирреальное, мистическое ощущение.
Некоторые офорты перекликаются с живописными произведениями: сначала изготовлялся офорт, а через некоторое время тот же сюжет реализовывался на холсте, бывало и наоборот. Рембрандт всегда сам печатал свои офорты с последующей доработкой и число различных «состояний» офортной «доски» иногда доходило до десяти-двенадцати, что было исключительным в практике гравирования того времени.
Рембрандт использовал комбинированную «манеру»: травление кислотой офортного штриха в сочетании с резцом и «сухой иглой» (непосредственным рисованием на медной доске офортной иглой без последующего травления). Экспериментировал он и с бумагой, в частности, использовал так называемую «японскую бумагу» с желтоватым оттенком, оттиски на которой получаются более цельными из-за объединяющего полутона.
Рембрандт коллекционировал гравюры других художников, в частности, он собирал и использовал раскрашенные от руки офорты в оригинальной технике голландского художника-гравёра Геркулеса Сегерса.
Часть офортов Рембрандтом подписана: до 1633 года — RHL (Rembrandus Hermanni Leidensis), после — Rembrandt f. (Rembrandt fecit). Неподписанные офорты были предметом дискуссий исследователей относительно их авторства на протяжении столетий. В настоящее время насчитывается 289 офортов Рембрандта.

## Проблемыатрибуции
Изучение творчества Рембрандта имеет свою непростую историю. Начало дискуссии о природе таланта и духовных основах искусства Рембрандта положила работа немецкого историка искусства Карла Ноймана, на которую полемически откликнулся основоположник музейного дела Вильгельм фон Боде. Каталог офортов Рембрандта в 1810 году составил Кристиан Йоси, а полный свод рисунков — в 1954—1957 годах Отто Бенеш.
Одной из неразрешимых проблем для исследователя творчества Рембрандта до последнего времени оставалось огромное число копий и реплик с его полотен, которые с незапамятных времён проходили в каталогах под его именем. Так, например, известно десять версий картины «Иуда возвращает тридцать серебреников», которые невозможно однозначно атрибутировать определённому художнику.
В 1968 году в Амстердаме стартовал исследовательский проект «Рембрандт», поставивший своей целью составление выверенного реестра произведений Рембрандта с использованием новейших методов атрибуции. Заключительный каталог проекта, опубликованный в 2014 году, содержит список из 346 картин, в то время как на начало XX века считалось, что кисти Рембрандта принадлежат около 800 картин. Например, из 12 картин, выставлявшихся в Собрании Уоллеса в Лондоне под именем великого художника, проект сначала подтвердил рембрандтовское авторство только одной, хотя позднее их число увеличилось до пяти.
В 2025 году владеющий одной из крупнейших коллекций произведений голландского художника музей Маурицхёйс сообщил, что две ранее приписываемые Рембрандту картины написаны не им, а его учениками в мастерской. Специалисты с помощью новейших технологий определили, что «Портрет Рембрандта с горжетом» является копией, предположительно выполненной Герардом Доу, а оригинал находится в Германском национальном музее. «Этюд старика» также принадлежит кисти ученика, несмотря на подпись мастера. Кроме того, под вопросом остаётся картина «Трони старика»: если она и была выполнена Рембрандтом, то в XVIII веке её фон был намеренно перекрашен

## Произведения Рембрандта в России
Произведения Рембрандта всегда ценили в России. Одно из первых значительных приобретений для Картинной галереи Эрмитажа, сделанное в 1772 году императрицей Екатериной II у наследников французского банкира, коллекционера и мецената Луи Антуана Кроза, включало семь картин Рембрандта, среди них «Даная» и «Святое семейство».
В Музее изобразительных искусств имени А. С. Пушкина, согласно каталогу, ныне находятся три произведения Рембрандта, а в санкт-петербургском Эрмитаже — двадцать четыре картины и ещё четыре его мастерской. А. Н. Бенуа в своём знаменитом Путеводителе по картинной галерее Императорского Эрмитажа (1910) посвятил Рембрандту, единственному из всех художников, пространный очерк его жизни и творчества с анализом картин, занимающий тринадцать страниц!.

## Предшественники, ученики и последователи Рембрандта

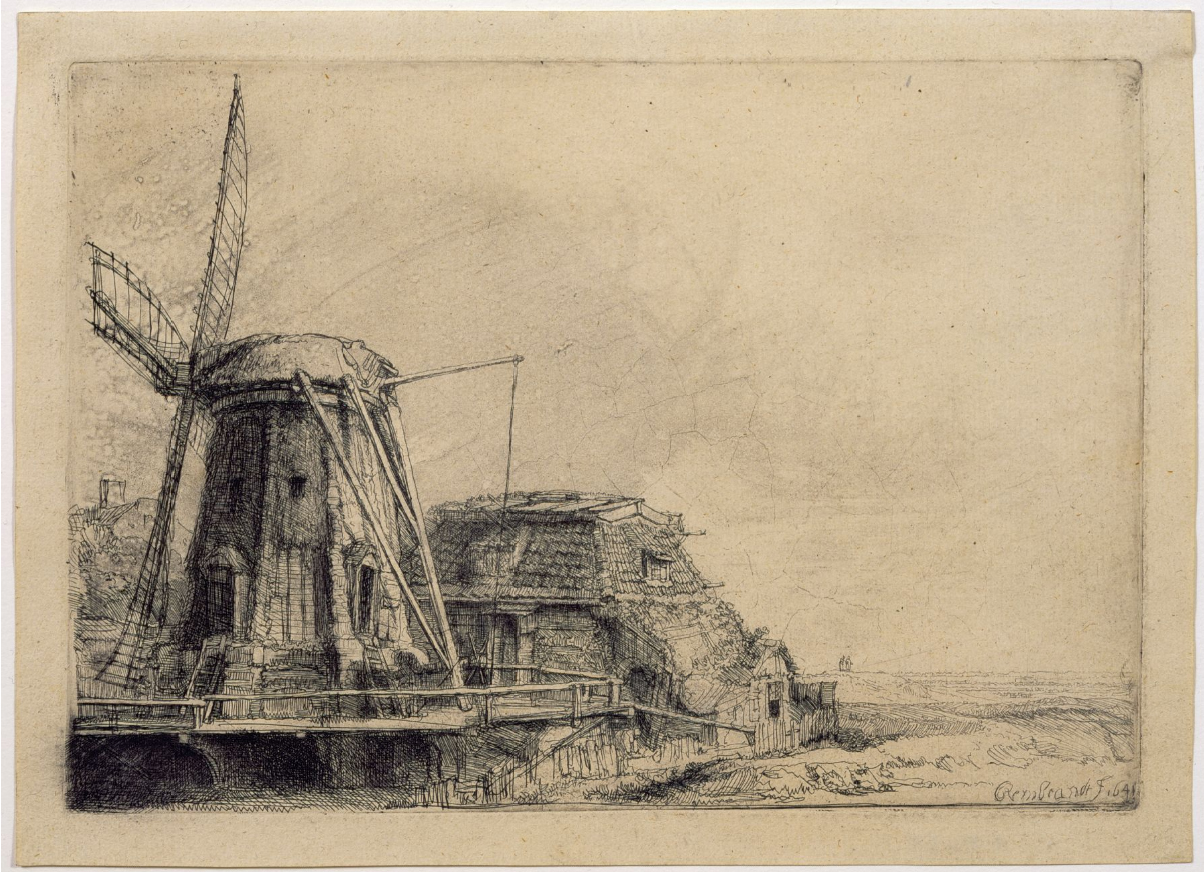
Мельница. 1641. Офорт

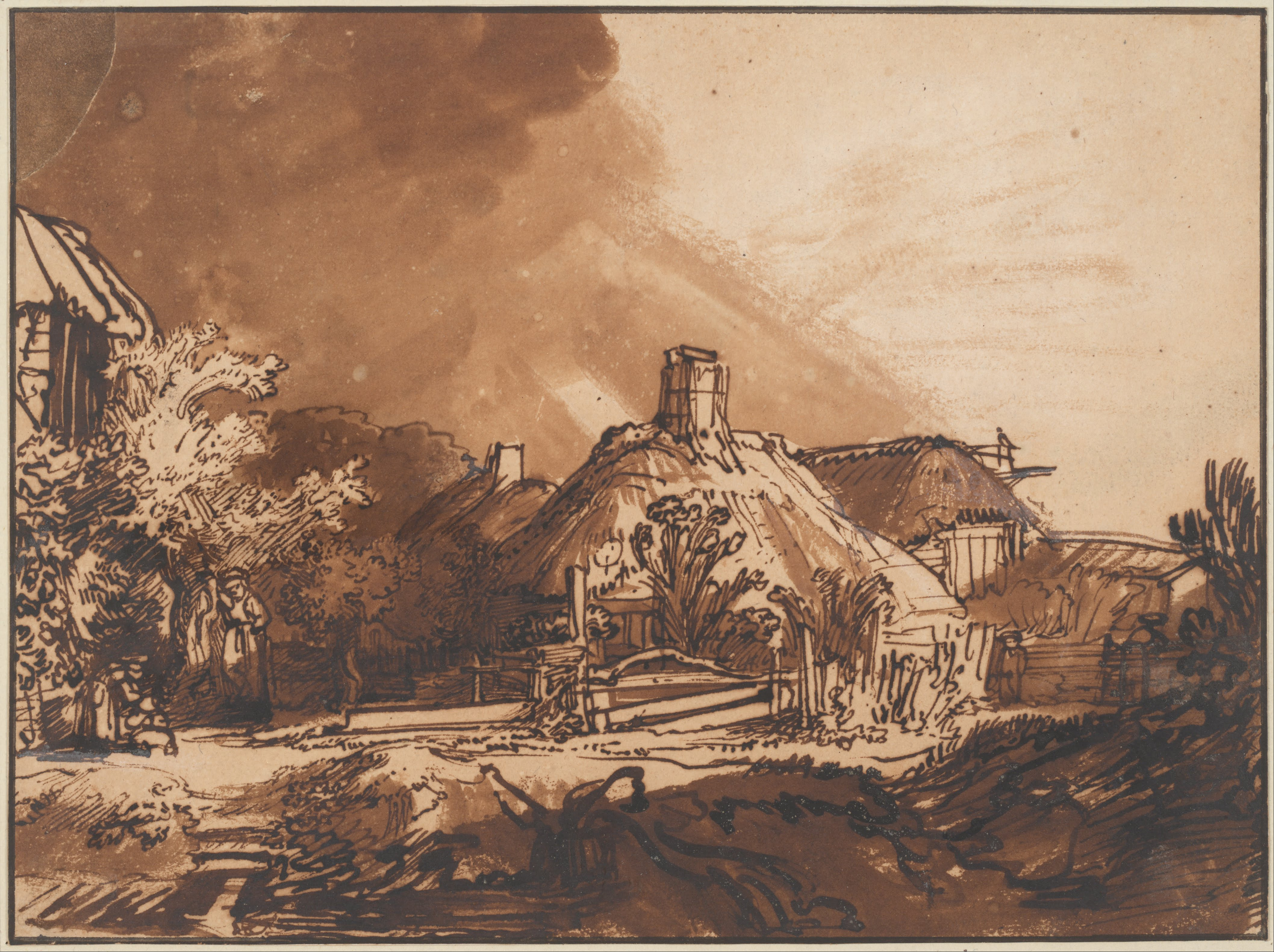
Хижина под штормовым небом. Ок. 1635. Бумага, коричневые чернила, кисть, перо. Альбертина, Вена

Творчество Рембрандта оказывало многостороннее и длительное воздействие на широкий круг художников, прежде всего голландских, его современников и последователей. Отсюда условное название: «круг Рембрандта». В этот круг входили живописцы, оказывавшие влияние на самого Рембрандта, особенно в начале его творческого пути. Этих художников принято называть прерембрандтистами. Наиболее известны из них: Питер Ластман (учитель Рембрандта), Ян Симонс Пейнас, Николас Муйарт, Леонард Брамер, Клод Виньон, Ян Тенгнагель. Наибольшее количество картин прерембрандтистов находится в собрании Дома-музея Рембрандта в Амстердаме. Рембрандт руководил большой мастерской и брал в обучение за плату много учеников. Многие из них стали впоследствии знаменитыми. Учениками Рембрандта были:
- Герард Доу (Gerrit Dou) 1628—1632
- Исаак де Жудервиль (Isaac de Jouderville) 1630—1632
- Якоб де Вет (Jacob de Wet) 1631—1632
- Говерт Флинк (Govaert Flinck) 1633—1637
- Корнелис Браувер (Cornelis Brouwer) около 1633
- Гербранд Янс ван ден Экхаут (Gerbrandt van den Eeckhout) 1635—1641
- Лендерт ван Бейрен (Leendert van Beyeren) 1636—1642
- Фердинанд Бол (Ferdinand Bol) 1636—1643
- Ян Викторс (Jan Victors) 1636—1640
- Якоб ван Дорстен (Jacob van Dorsten) 1640—1645
- Самюэл ван Хогстратен (Samuel van Hoogstraeten) 1640—1646
- Абрам Фернериус (Abraham Furnerius) 1640—1646
- Рейнер ван Хервен (Reynier van Gherwen) 1640—1646
- Ламберт Доомер (Lambert Doomer) 1640—1642
- Карел Фабрициус (Carel Fabritius) 1640—1644
- Бернхард Кейл (Bernhard Keil) 1641—1644
- Кристоф Паудисс (Christoph Paudiss) 1642—1644
- Иоганн Мейр (Johann Ulrich Mayr) 1642—1649
- Барент Фабрициус (Barent Fabritius) 1643—1646
- Карел ван дер Плюйм (Karel van der Pluym) 1643—1646
- Дирк Сантвоорт (Dirck Santvoort) 1647—1648
- Николас Мас (Nicolaes Maes) 1647—1651
- Хендрик Хеершоп (Hendrick Heerschop) 1649—1650
- Константен ван Ренессе (Constantijn van Renesse) 1649—1653
- Виллем Дрост (Willem Drost) 1650—1654
- Иоганн де Йонг Равен (Johannes De Jonge Raven) 1650—1651
- Абрам ван Дейк (Abraham van Dijck) 1650—1651
- Питер де Виз (Pieter de With werkz.) 1650—1651
- Хейман Дюлларт (Heyman Dullaert) 1652—1656
- Иоганн ван Глаббек (Johannes van Glabbeeck) 1652—1656
- Якоб Левек (Jacobus Levecq) 1652—1655
- Титус ван Рейн (Titus van Rijn) 1654—1657
- Иоганн Лепенюс (Johannes Leupenius) 1660—1661
- Арт де Гелдер (Aert de Gelder) 1661—1663
- Готфрид Неллер (Godfried Kneller) 1668—1669
- Антион ван Борссом (Anthonie van Borssom)
- Филипс Конинк (Philips Koninck)

## Посмертная слава

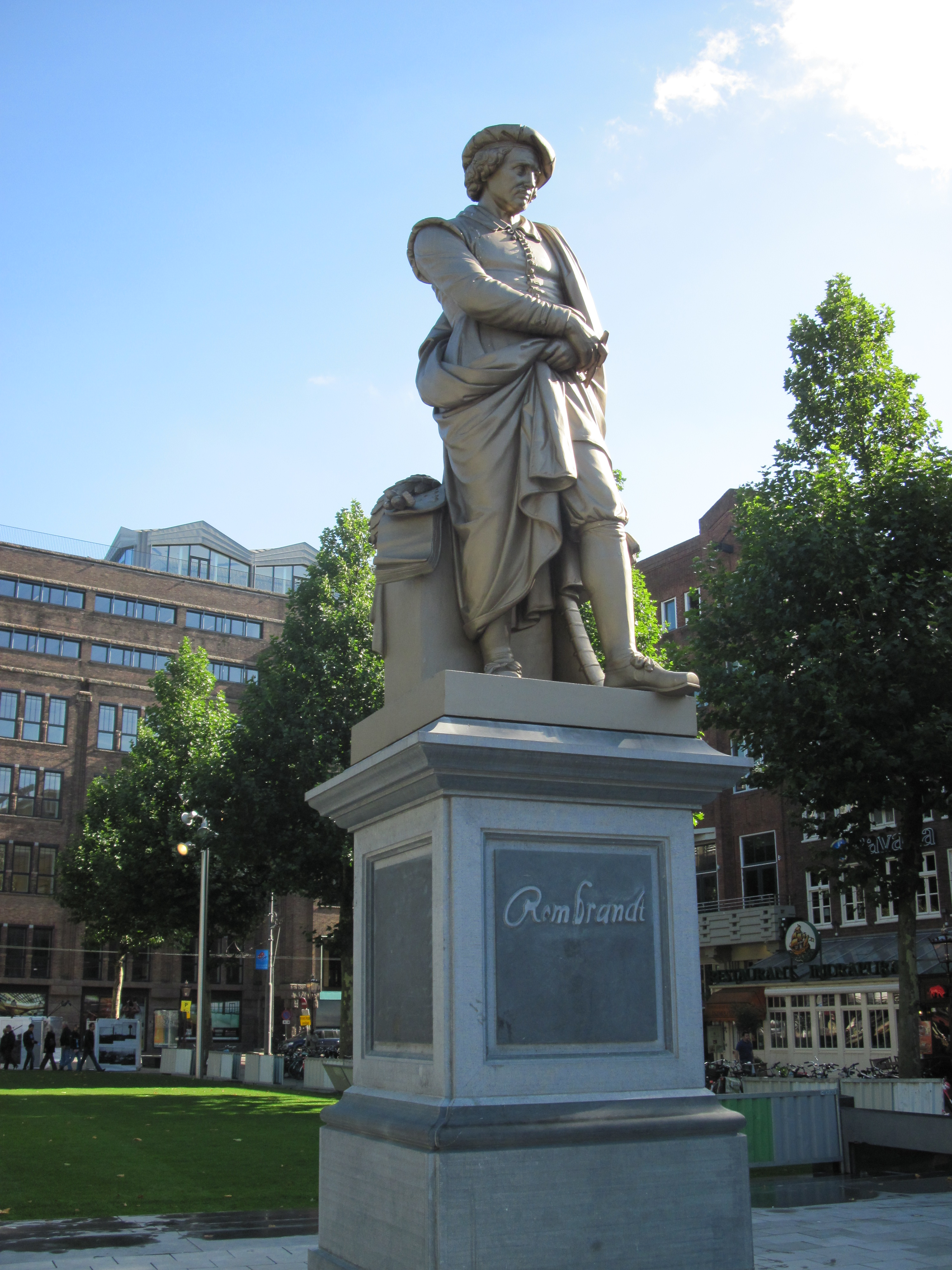
Памятник Рембрандту на площади Рембрандта в Амстердаме. 1852

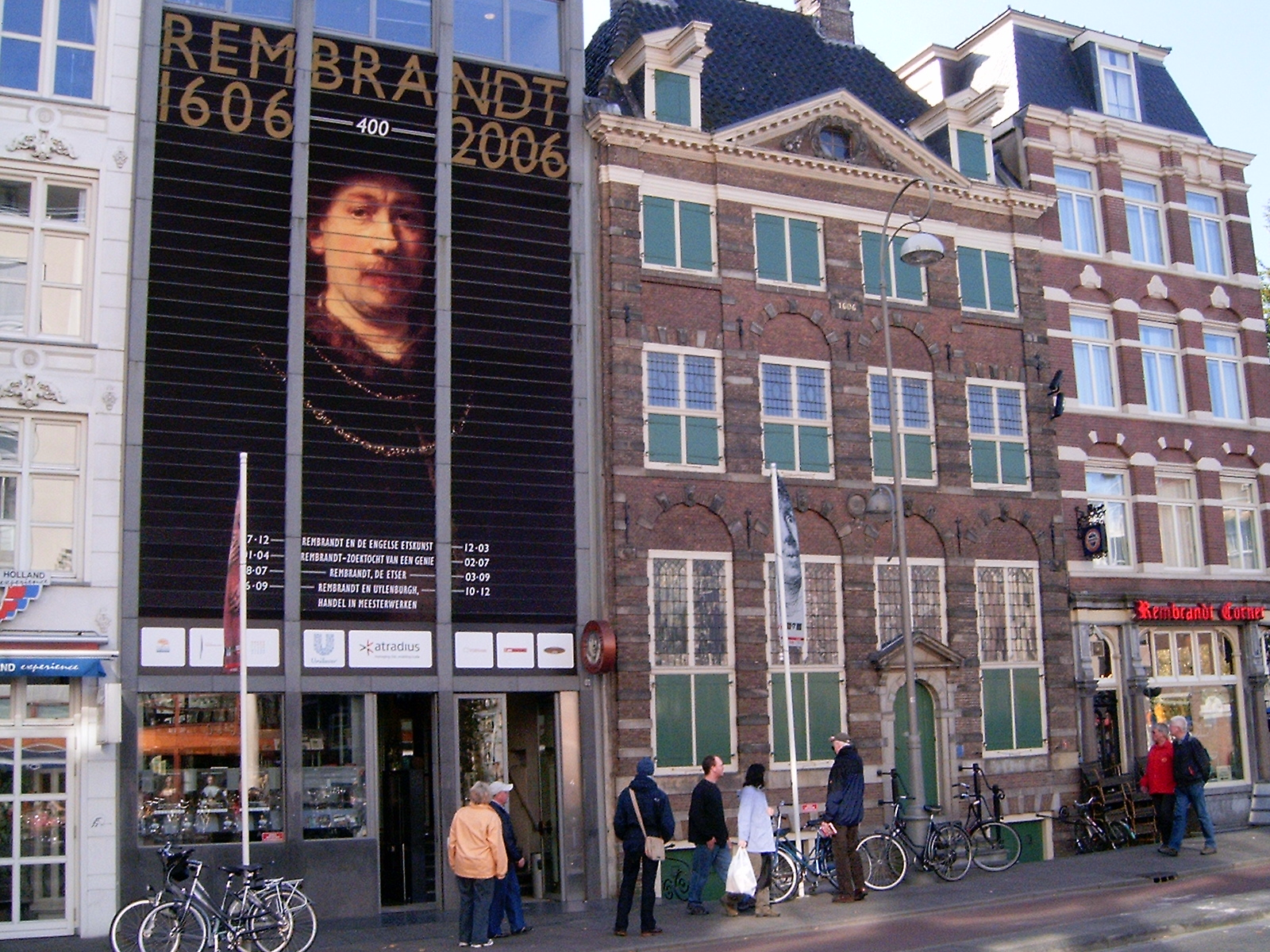
Дом-музей Рембрандта в Амстердаме в год 400-летия художника

Человечеству понадобилось два столетия, чтобы в полной мере оценить значение творчества Рембрандта. Хотя ещё Джованни Кастильоне и Джованни Баттиста Тьеполо вдохновлялись его офортами, смелость Рембрандта-живописца и меткость его наблюдений в качестве рисовальщика впервые получили признание в XIX веке, когда художники реалистической школы Курбе (а в России — передвижники) противопоставили его глубоко прочувствованную поэзию света и тени беспрекословной чёткости и ясности французского академизма.
Ещё сто лет назад самым большим собранием рембрандтовских полотен мог похвастаться Императорский Эрмитаж, однако в XX веке часть этого собрания была распродана, некоторые картины были переданы в Пушкинский музей, авторство других было оспорено. В течение всего XX века голландцы вели кропотливую работу по скупке полотен Рембрандта и их возвращению на родину; в результате этих усилий наибольшее число картин Рембрандта можно ныне увидеть в амстердамском Рейксмюсеуме. Одна из центральных площадей Амстердама, Botermarkt, в 1876 году получила современное название Площадь Рембрандта (нидерл. Rembrandtplein) в честь великого художника. В центре площади находится памятник Рембрандту. В амстердамском доме художника с 1911 года также действует музей, где выставлены преимущественно офорты. В 2009 году именем художника был назван кратер на планете Меркурий, являющийся одним из самых больших в Солнечной системе.
Работники Государственного музея в Амстердаме решили принести искусство Рембрандта поближе к людям. В апреле 2013 года они «оживили» картину «Ночной дозор», создав целый спектакль, и перенесли его действие на территорию большого торгового центра.
31 октября 2013 года в городе Йошкар-Оле (Республика Марий Эл) был установлен бронзовый памятник Рембрандту (скульптор — Андрей Ковальчук).
Рейксмюсеум, художественный музей в Амстердаме, создал картину Рембрандта «Ночной дозор» в гипер-разрешении. Изображение состоит из 528 отдельных фотографий, сделанных в рамках проекта Operation Night Watch.
Пабло Пикассо преклонялся перед Рембрандтом, но это не помешало ему, художнику XX века, продемонстрировать ироничную интерпретацию манеры своего великого коллеги XVII столетия в серии из четырёх офортов, входящей в так называемую Сюиту Воллара (1933—1934).

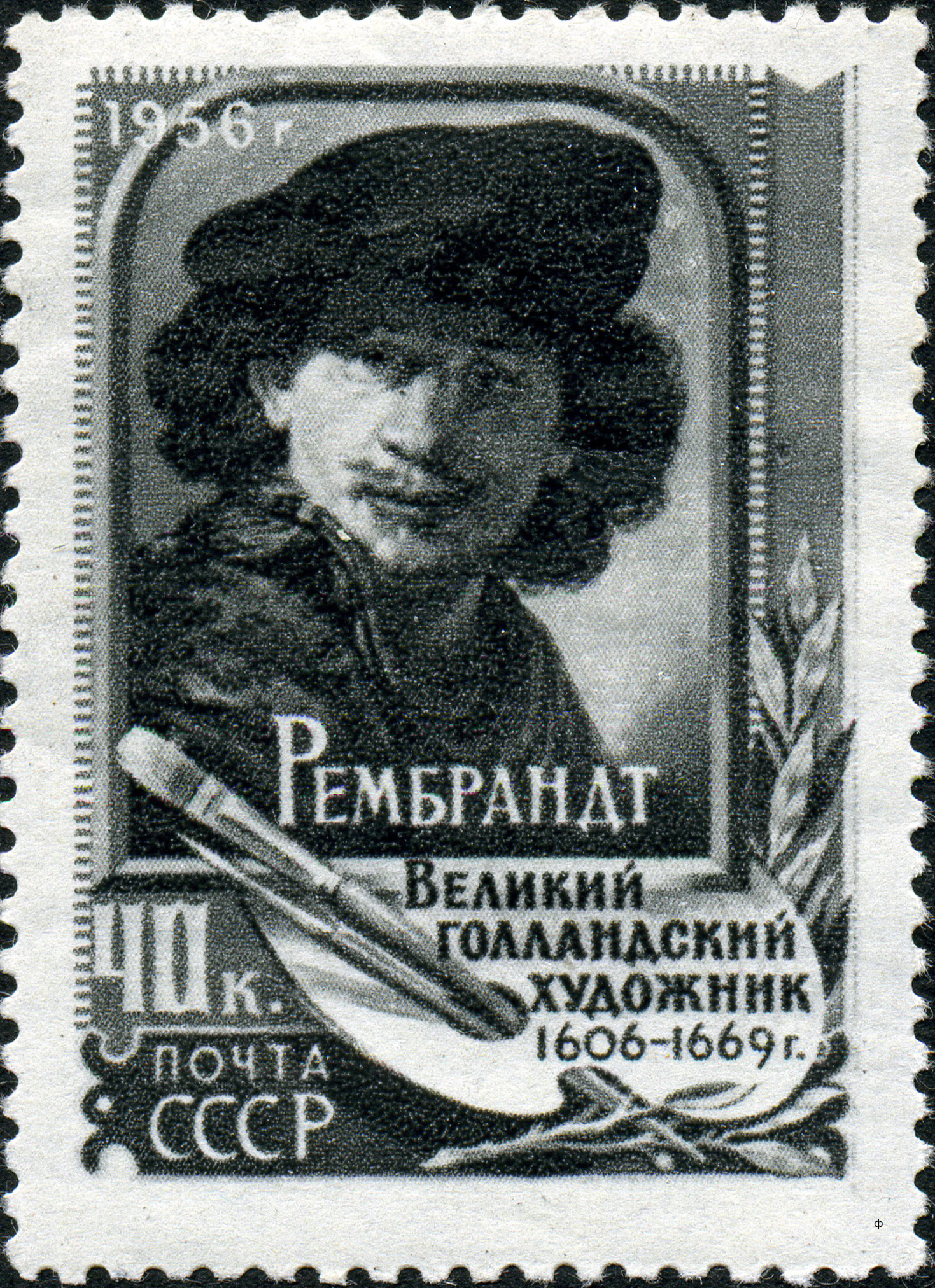
Почтовая марка СССР, 1956 год

## В литературе
- В 1940 году в журнале «Октябрь» была опубликована драма в стихах Дмитрия Кедрина «Рембрандт». По инициативе редакции Кедрин сократил оригинальный текст драмы. Полный авторский текст был опубликован лишь в 1990 году в авторской книге «Дума о России».
- В 1935 году голландский писатель Тёйн де Фрис (нидерл. Theun de Vries) опубликовал свой роман «Рембрандт». Роман не является биографическим. Создавая своё произведение, автор не ставил перед собой задачу дать всеобъемлющую картину жизни и творчества гениального сына своего народа. Писатель задался целью создать образ Рембрандта — человека честного и бескомпромиссного. Поэтому в романе де Фрис обращается к наиболее сложному и трудному периоду в жизни художника, минуя период его молодости, успеха и счастливой любви. В Советском Союзе книга была издана в 1956 году, в год 350-летия со дня рождения Рембрандта ван Рейна (М.: Издательство иностранной литературы, 1956).
- В 1961 году вышел в свет художественный биографический роман американской писательницы Глэдис Шмитт «Рембрандт». Роман переведён на многие языки мира, в том числе на русский (М.: Изд-во АСТ, 2018).

## В кино
- «Рембрандт» / Rembrandt — реж. Александр Корда (Великобритания, 1936). В главной роли Чарльз Лоутон.
- «Рембрандт: Портрет 1669» / Rembrandt fecit 1669 — реж. Йос Стеллинг (Нидерланды, 1977). В роли Тон де Кофф.
- «Рембрандт» / Rembrandt — реж. Шарль Маттон (Германия, Франция, Нидерланды, 1999).
- «Ночной дозор» / Nightwatching — реж. Питер Гринуэй (Великобритания, Франция, Канада, Германия, Польша, 2007). В роли Мартин Фримен.
- «Рембрандт. Я обвиняю!» / Rembrandt’s J’accuse — реж. Питер Гринуэй (Великобритания, 2008). В роли Мартин Фримен.

#### Аудиокниги
- Гулиа Г. Д. Рембрандт. Роман (6 ч. 56'). Читает Светлана Репина.
- В 1993 году вышел составленный специально для Всероссийского общества слепых обзор Анатолия Вержбицкого «Творчество Рембрандта» с подробнейшим описанием наиболее известных картин и живописных приёмов мастера (37 ч. 43'). Читают Ирина Ерисанова и Илья Прудовский.